# Kasteel Bloemendal
Kasteel Bloemendal, Huis Bloemendal. Huis Blumenthal of Schloss Blumenthal, zoals het oorspronkelijk heette, ligt aan de Bloemendalstraat 26 van de Nederlands-Limburgse gemeente Vaals, iets ten zuiden van de Maastrichterlaan en buiten het centrum van het stadje. Het is van oorsprong een achttiende-eeuws landhuis met twee in de jaren 1990 aangebouwde hotelvleugels. Het oorspronkelijke huis, de historische tuinaanleg en een tiental onderdelen daarvan zijn rijksmonumenten.

## Geschiedenis en bewoners
Toen de Akense textielfabrikant Johann Arnold (von) Clermont (1728-1795) in 1761 zijn lakenfabriek verplaatste naar Vaals, bouwde hij daartoe het Von Clermonthuis. Dit in de kern van het toenmalige dorp gelegen pand kreeg vier vleugels, waarin niet alleen zijn woning en kantoren werden opgenomen, maar waarin ook de lakenfabriek en de ververij werden ondergebracht. Het bedrijf floreerde en op latere leeftijd besloot Clermont, die zich vanaf 1763 Von Clermont noemde, een nieuwe woning te bouwen op enige afstand van zijn fabriek. Hij had de dagelijkse leiding daar al overgedragen aan zijn zonen en zou de volgende jaren zelf lange reizen ondernemen. De opdracht ging naar zijn huisarchitect Joseph Moretti, die een modern buitenhuis moest ontwerpen met een paleisachtig uiterlijk. Het pand moest alle comfort bieden en qua aanzien geschikt zijn voor de ontvangst van belangrijke personen. Zo ontstond het Schloss Blumenthal, het huidige Kasteel Bloemendal. 

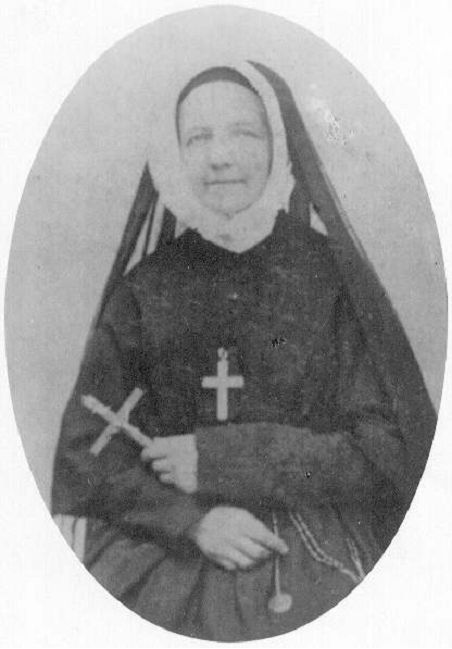
Anna von Lommessen

Von Clermont heeft slechts kort genoten van zijn kasteeltje. In 1795, een paar maanden nadat hij het betrokken had, overleed hij. Het huis werd geërfd door zijn zoon Adam. Hij overleed in 1826. Zijn erfgenamen verkochten het huis twintig jaar later (1846) aan Wilhelm Baron von Lommessen, raadslid in Aken. Von Lommessens dochters Anna en Caroline waren ingetreden bij de Dames du Sacré-Coeur, een Franse religieuze congregatie voor dames uit de gegoede stand. In 1848, twee jaar na de verwerving, schonk hij het pand met de omringende landerijen aan deze congregatie, die er haar eerste huis in Nederland in vestigde, een klooster met meisjespensionaat en -school. Toen de Dames du Sacré-Coeur het huis betrokken is, naar verluidt, veel van de inrichting van de Von Clermonts - die er vijftig jaar hadden gewoond - verloren gegaan. De feestzaal werd omgebouwd tot huiskapel en het pand ging als klooster een van de buitenwereld afgeschermde bewoning tegemoet. 130 jaar lang zou het, met een onderbreking tijdens de Tweede Wereldoorlog, een pensionaat zijn voor meisjes van wat toen heette 'gegoede komaf'.
Desondanks lag het huis niet helemaal geïsoleerd. Van 1889 tot aan de Nederlandse mobilisatie in 1939 liep over de rijksweg de Duitse tramlijn Aken - Vaals, met als eindpunt op Nederlands gebied het begin van de oprijlaan naar het kasteel, de huidige Sjwats Jris. De halte heette Blumenthal en werd opgeheven toen de Duitse trams aan de grens werden tegengehouden vanwege de oorlogsdreiging. Op Nederlands gebied werd omstreeks dezelfde tijd de niet rendabele tramlijn Maastricht - Vaals gestaakt. Een lijnbusdienst nam de halte over.
In 1940 werd het klooster door de Duitse bezetters opgeëist en werd het ingericht als militair ziekenhuis voor soldaten die gewond terugkeerden van het oorlogsfront. Na de oorlog keerden de religieuzen terug. Een gelijktijdige afname van geestelijke roepingen en de verminderde belangstelling voor een kostschoolopvoeding en de daardoor teruglopende inkomsten, dwongen de religieuzen de tering naar de nering te zetten. In 1966 werden de eerste jongens op het lyceum toegelaten. Het in werking treden van de Mammoetwet bracht in 1968 grote veranderingen met zich mee. 'Sacré-Coeur' moest veranderen in een scholengemeenschap, de MMS en het gymnasium moesten wijken voor een HAVO en atheneum. De nieuwe school kreeg de naam Sophianum. In 1976 kwam er een einde aan 130 jaar kloosterleven op Blumenthal (sinds 1945: 'Bloemendal'). De zusters trokken naar Manresa in Venlo en later naar Weert. Het huis kwam leeg te staan.

## Restauratie en huidige functie

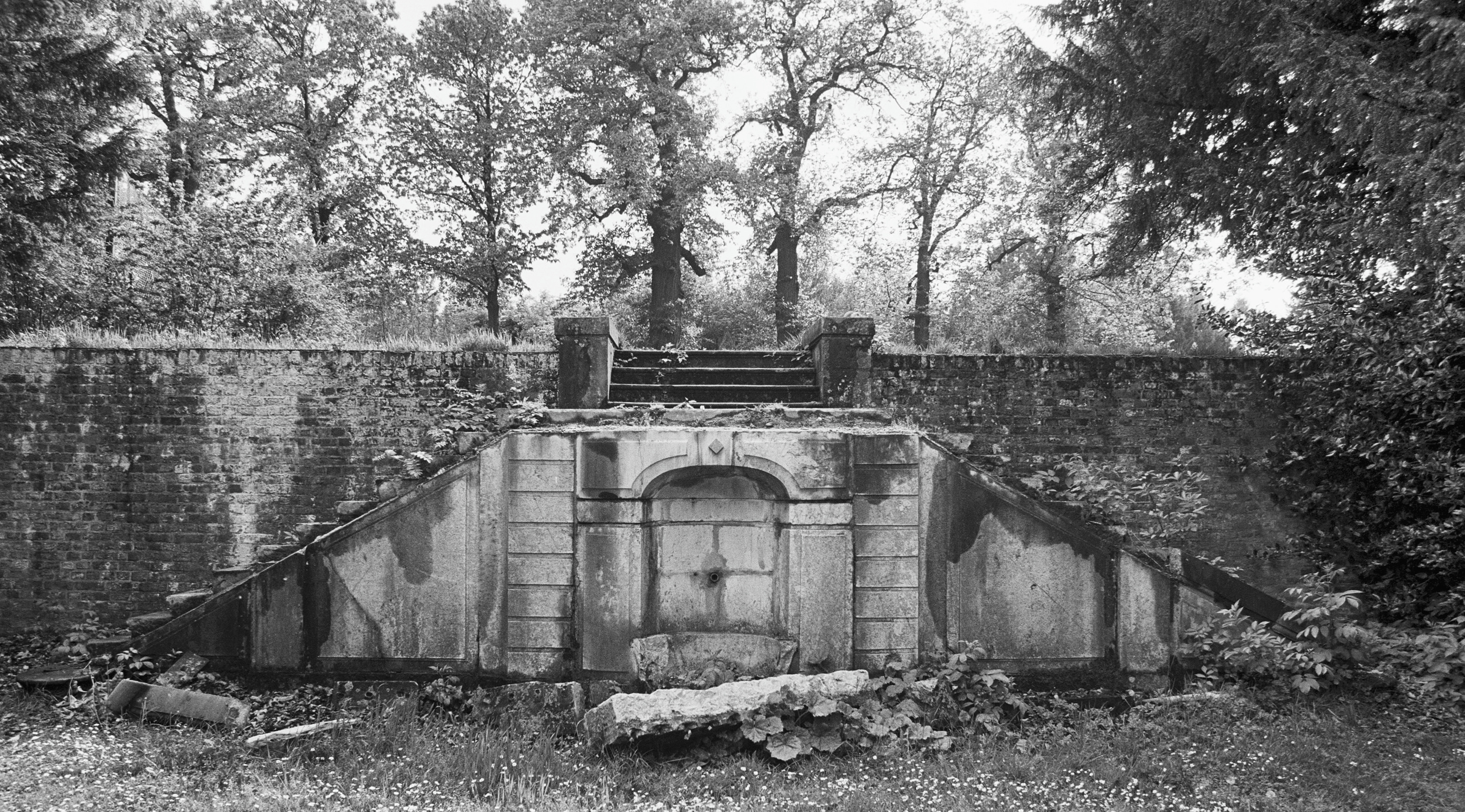
Vervallen bordes met ingebouwde fontein in de tuin vóór restauratie (1990)

Om verval van het huis te voorkomen, werd Bloemendal in 1978 aangekocht door de gemeente Vaals. Het was de bedoeling dat het huis zou worden opgeknapt, maar de benodigde gelden hiervoor ontbraken. Van 1968-1980 was op Bloemendal het Sophianum gevestigd, een scholengemeenschap voor HAVO en Atheneum waar de Dames du Sacré-Coeur aanvankelijk nog bij betrokken waren. Deze verhuisde in 1980 echter naar Gulpen, waarna het complex uiteindelijk in 1990 door de hotelketen Van der Valk werd gekocht van de gemeente Vaals. 
Het pand werd in 1991 gerestaureerd in samenwerking met de Provincie Limburg en Monumentenzorg. De linker zijvleugel, waarin zich voorheen op de begane grond de grote en de kleine studiezaal, en op de verdieping enkele klaslokalen bevonden, werd afgebroken. Dat lot trof ook een haaks daarop staande aanbouw met serre (overblijflokaal voor de externen), de 'pianogang', de aula en aangrenzend gymnastieklokaal en op de verdieping onder meer 'de prutsclub', de recreatiezaal en het lokaal van de eerste klas. Een houten noodgebouwtje op de binnenplaats aan de tuinzijde, dat in 1958 dienstdeed als omkleedlokaal voor de gymnastiek, is mogelijk al eerder verdwenen. Ook de voorvleugel langs de Bloemendalstraat, waar op de verdiepingen enkele slaapzalen lagen, en de St. Josefgang met de eenpersoons zit-/slaapkamers van de oudste pensionaires, sneuvelde. De rechtervleugel met onder meer de keukens, het 'slot' van de zusters, de gang naar de kapel met enkele zit-slaapkamers voor bezoekende geestelijken en de kapel zelf, werd eveneens gesloopt, evenals een schoolvleugel links aan de achterzijde. Het oorspronkelijke gebouw en diverse architecturale onderdelen van het park bleven behouden en zijn nu aangemerkt als afzonderlijke rijksmonumenten.

## Beschrijving van het kasteel
Het huis heeft een paleisachtig uiterlijk en is in de jaren 1791-1795 gebouwd. Het ontwerp van het huis is vermoedelijk van de Akense bouwmeester Joseph Moretti, die eerder voor de Von Clermonts het kasteel Vaalsbroek en het huis Clermont had gebouwd. Het oorspronkelijke huis was een breed, geheel onderkelderd gebouw, dat boven de kelders in drie lagen werd opgetrokken: een rez de chaussée (begane grond), daarboven de belle étage, een derde etage en een hoog mansardedak dat twee zolderverdiepingen herbergde. Het pand werd opgetrokken in de toen populaire Lodewijk XVI-stijl. Het had in de voorgevel een middenrisaliet met daarop een fronton, en een dubbele bordestrap naar de hoofdingang. De mansardezolder is (in elk geval vóór 1897) door de religieuzen omgebouwd naar een volwaardige vierde etage, met een eenlaagse zolder. 
Min of meer op de fundamenten van de gesloopte, vroegere kloostervleugels, zijn omstreeks 1991 aan weerszijden van het kasteel moderne, iets rondlopende hotelvleugels aangebouwd. Van de kapel is geen spoor overgebleven.

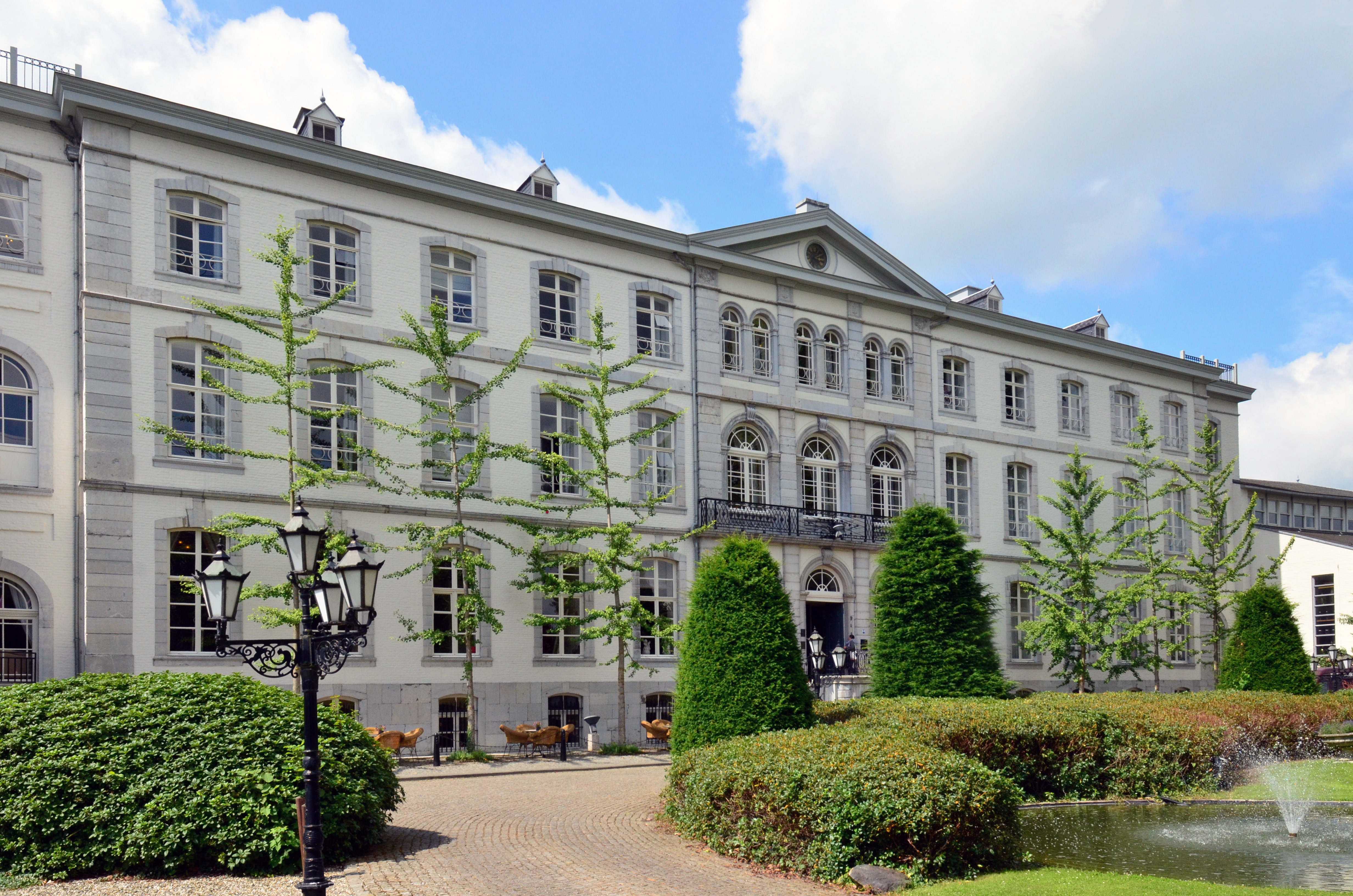
Voorgevel en hotelvleugel
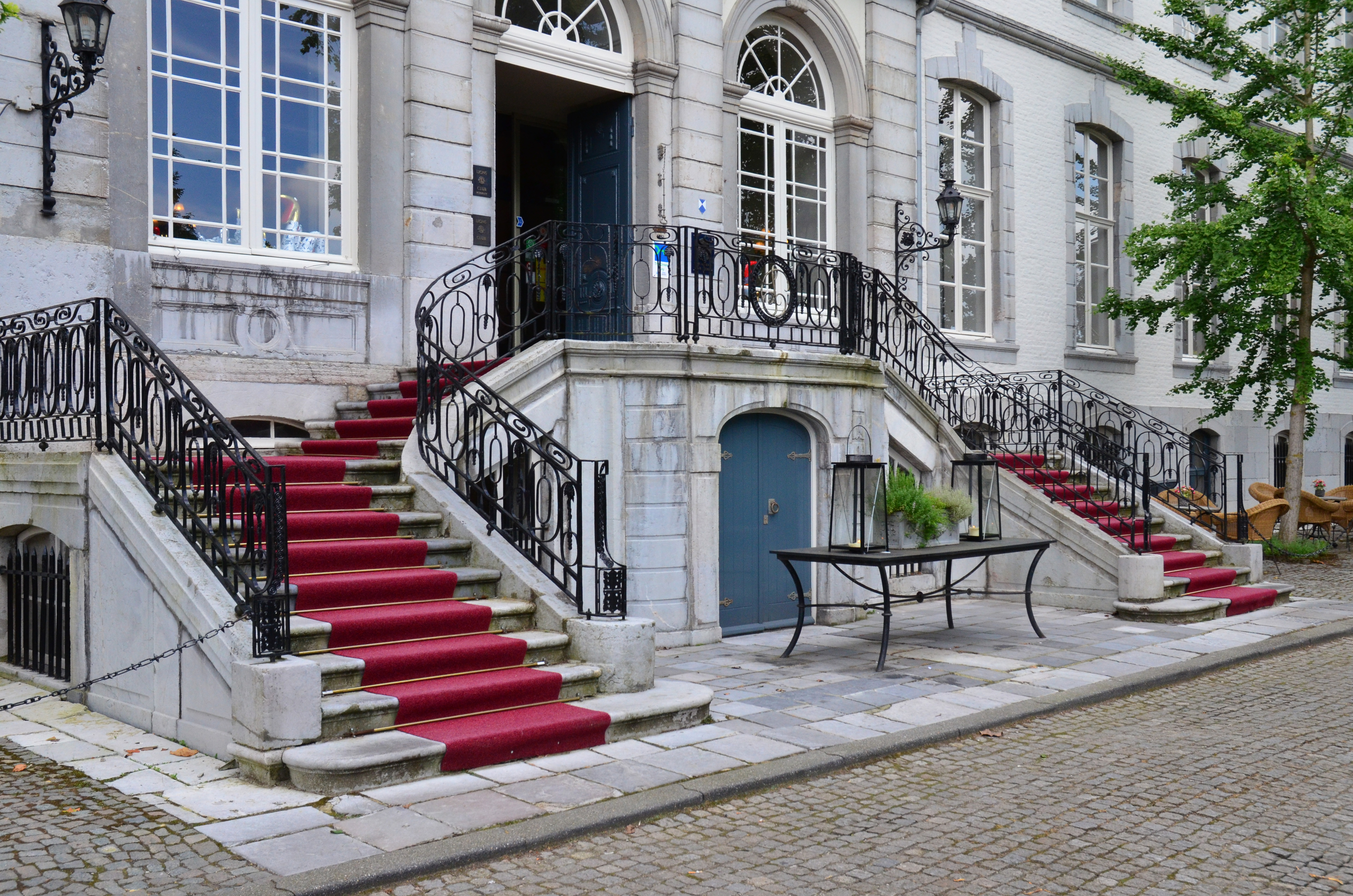
Detail voorgevel en bordes
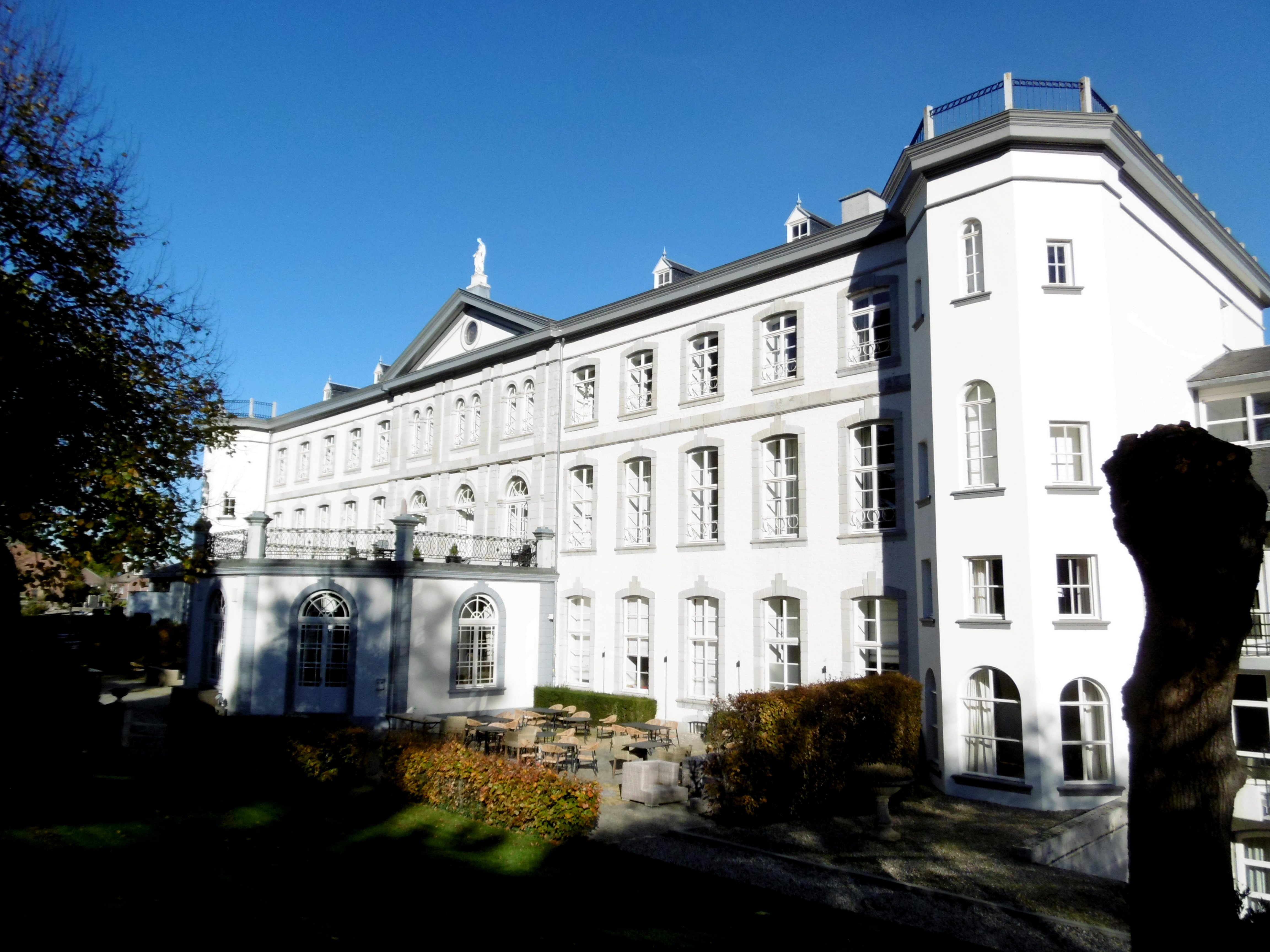
Achtergevel (tuinzijde)
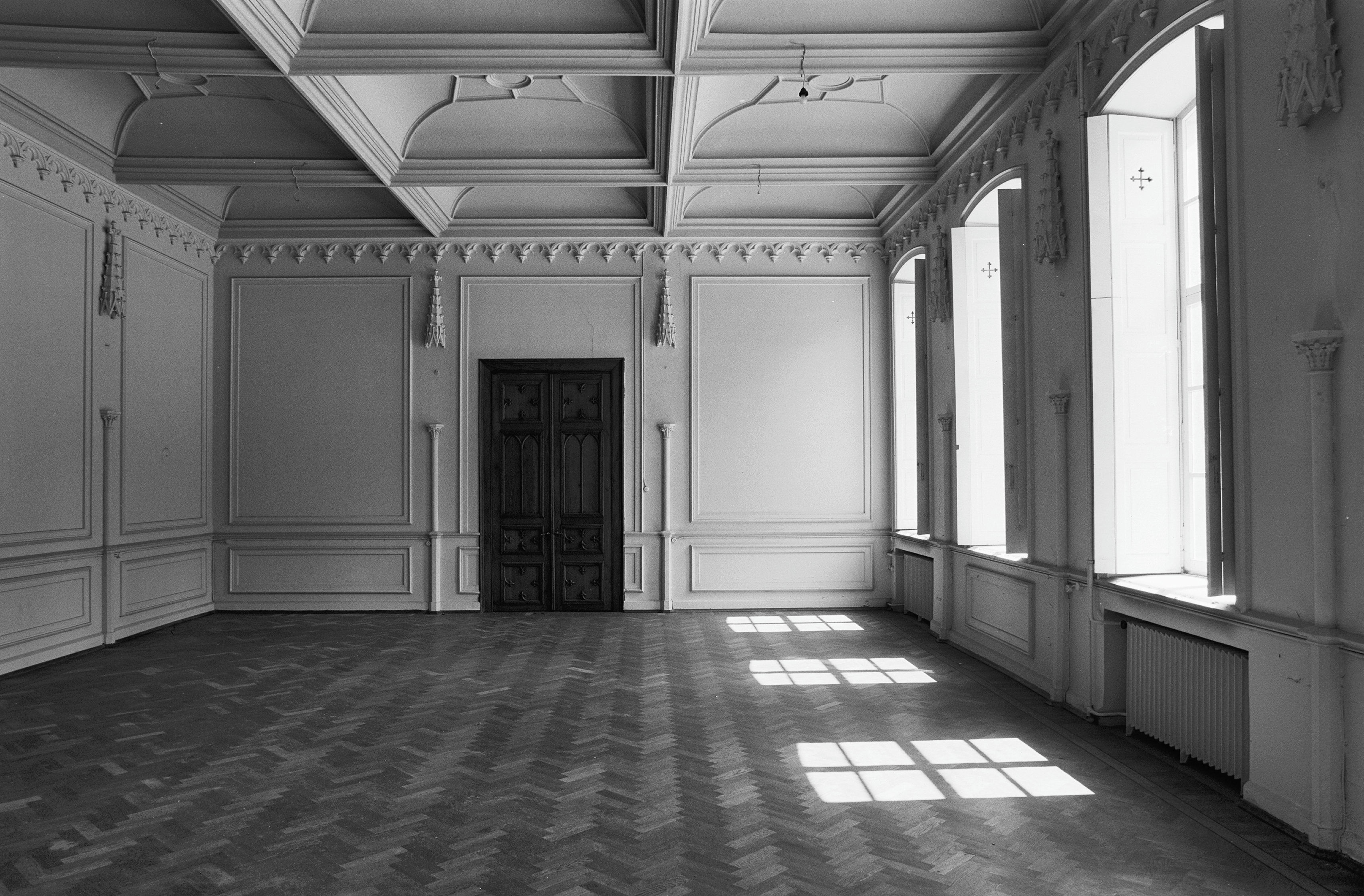
Interieur vm. balzaal/huiskapel voor de religieuzen

## Historische tuin- en parkaanleg

Plattegrond voortuin en terrassentuin

Momenteel ligt op het terrein van Hotel Kasteel Bloemendal een omheind, deels ommuurd wandelpark. Naar schatting omvat dit deel slechts een derde van de oorspronkelijke tuinen en landerijen, die bij het landhuis en latere klooster Blumenthal hoorden. Een ander deel van het historische park is ingericht als openbaar park, waarvan de begraafplaats van de Dames du Sacré-Coeur deel uitmaakt. Beide parkdelen worden aangeduid als Park Bloemendal of Bloemendalpark.

### Park Bloemendal (privétuin)
Het deels ommuurde Park Bloemendal bestaat uit een vrij kleine voortuin (die bovendien deels als parkeerterrein is ingericht) en een ruime, op het zuiden gerichte achtertuin. Achter het huidige hotel ligt op de begane grond nog steeds 'het eerste terras', waarvan het linker gedeelte (vanuit het huis gezien) de pensionaires tot 'cour' diende tijdens de pauzes in het lesrooster en de recreatie. Vandaar voert aan de rechterzijde (bij de uitbouw) nog steeds een dubbele trap omhoog naar 'het tweede terras', dat deels als moestuin, deels als bloementuin was ingericht, met laagstam fruitboompjes langs de paden. Het ellipsvormige wandelpad deed dienst als brevierlokatie voor de religieuzen en als buitenruimte voor privélessen Franse conversatie tijdens de recreatie. In het midden voerde een tweede trap naar het derde terras. Nu ligt hier in de as van beide trappen een rechthoekige waterpartij. Op 'het derde terras' lagen links van de trappen twee tennisbanen (waar nu een ronde waterpartij ligt) en naar rechts een groot grasveld dat bij acceptabel weer gebruikt werd bij de gymnastieklessen. Aan de overzijde was dit derde terras afgesloten met een hoge muur. Daarachter bevond zich op hetzelfde niveau een groot sintelveld (later was dit geplaveid) dat bekend stond als 'de Ruige Hoek'. Het was bereikbaar via een bres in de muur. Het werd gebruikt voor hockey-, kastie- en korfbalspel tijdens de gymnastieklessen. Daarnaast en -achter lag dan weer langs een breed pad een immense akker, waar in 1958 nog een deel van de eigen groenten werd verbouwd. Het terrein liep oorspronkelijk door tot ongeveer de huidige Parklaan. Het sintelveld is nu een groene oase. Vanaf de zuidoostelijke hoek liep een trap omhoog naar het grote grasveld, dat in de tijd van het Sophianum gebruikt werd voor o.a. voetbal en softbal.

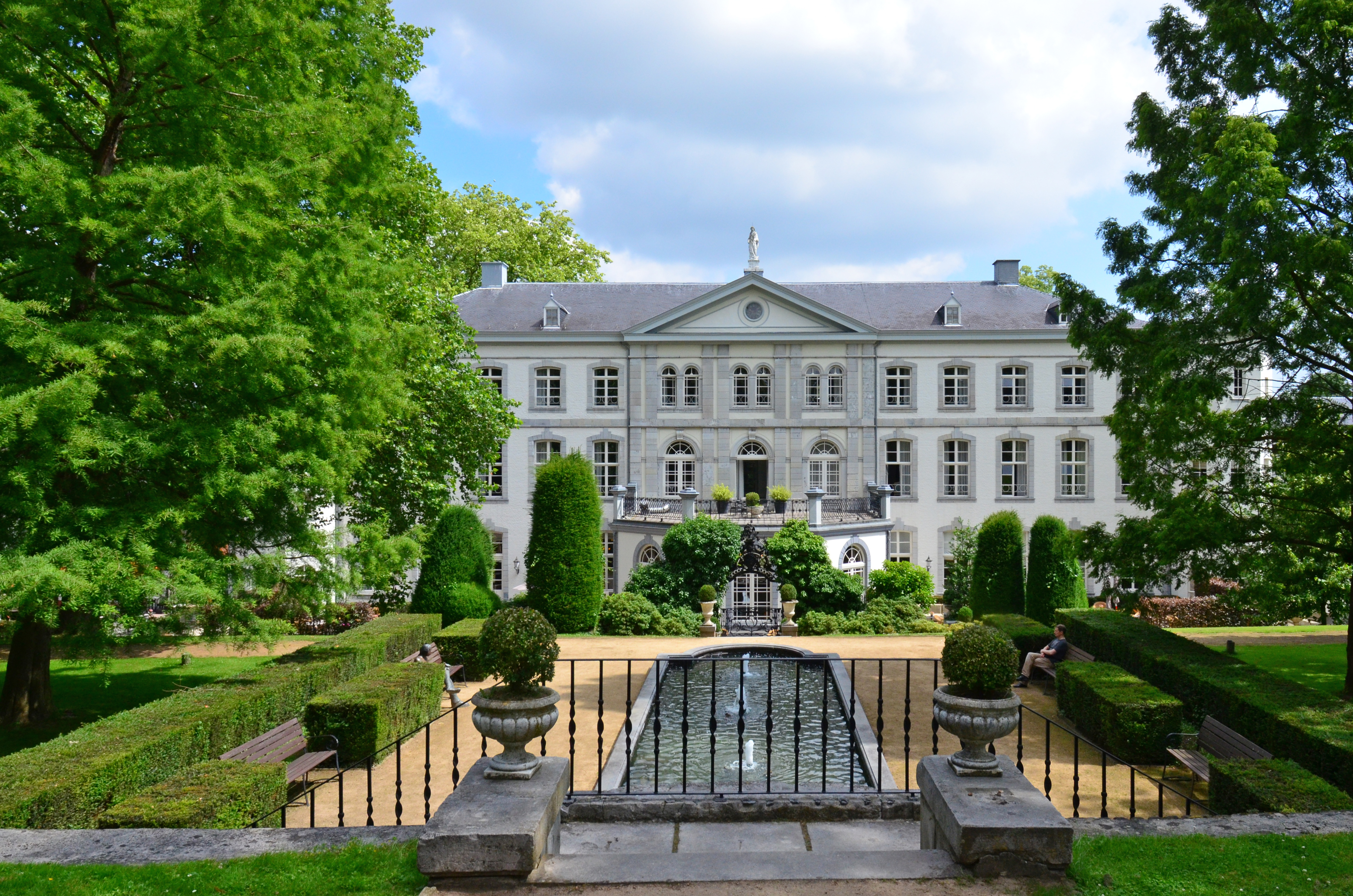
Overzicht terrassentuin vanaf het derde terras
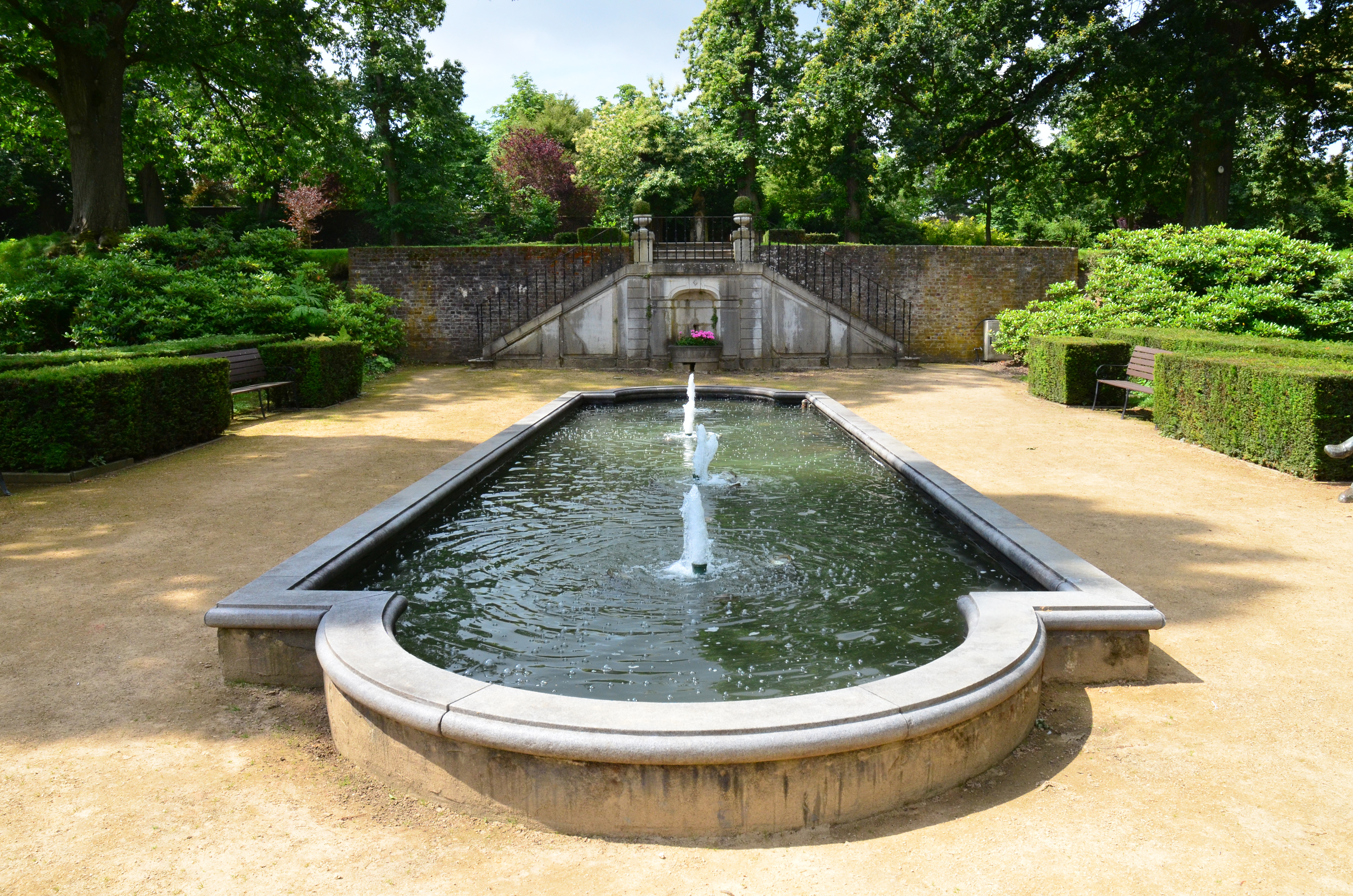
Waterpartij op tweede terras, met trap naar derde terras
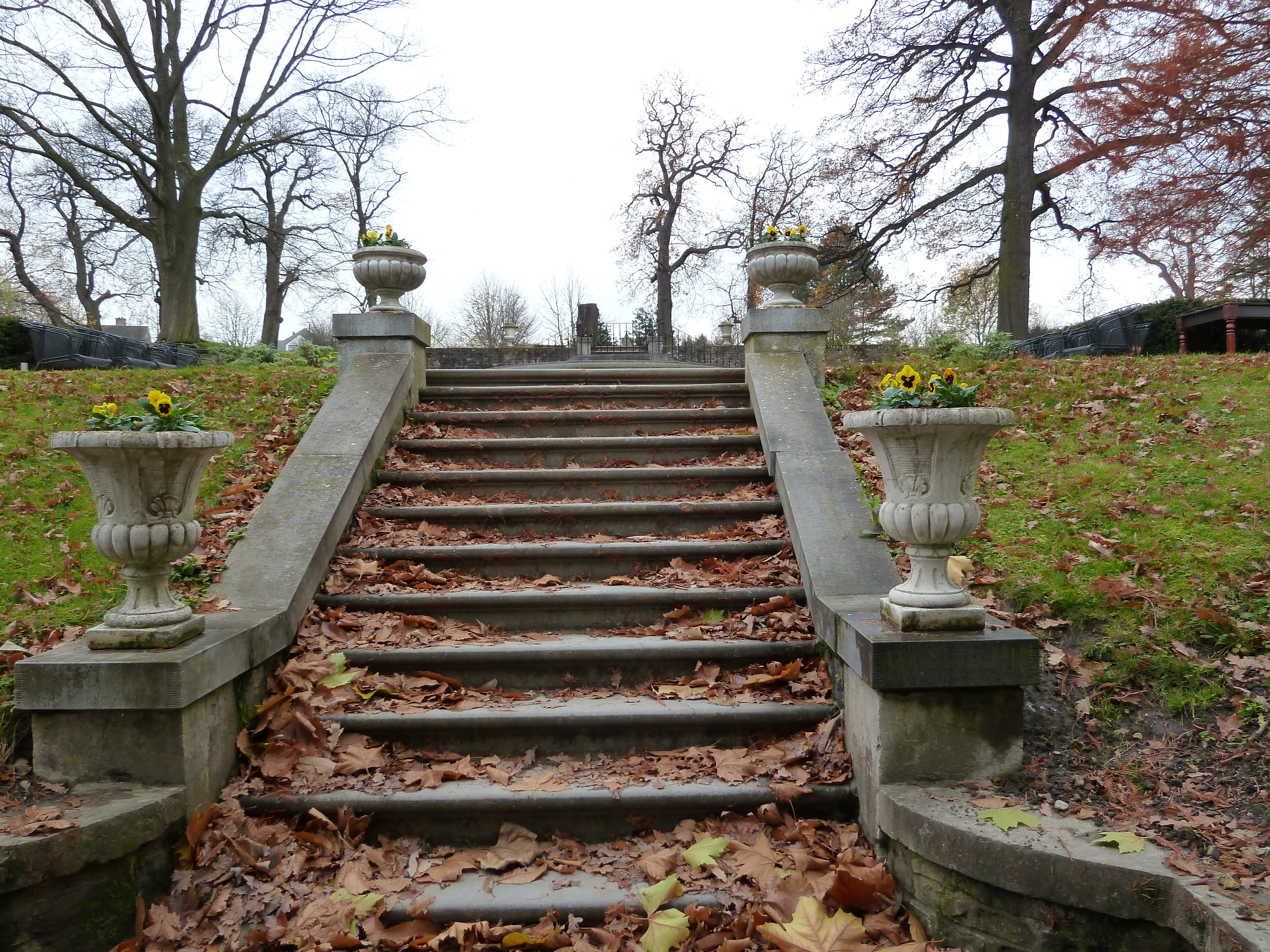
Trap naar bordes op derde plateau
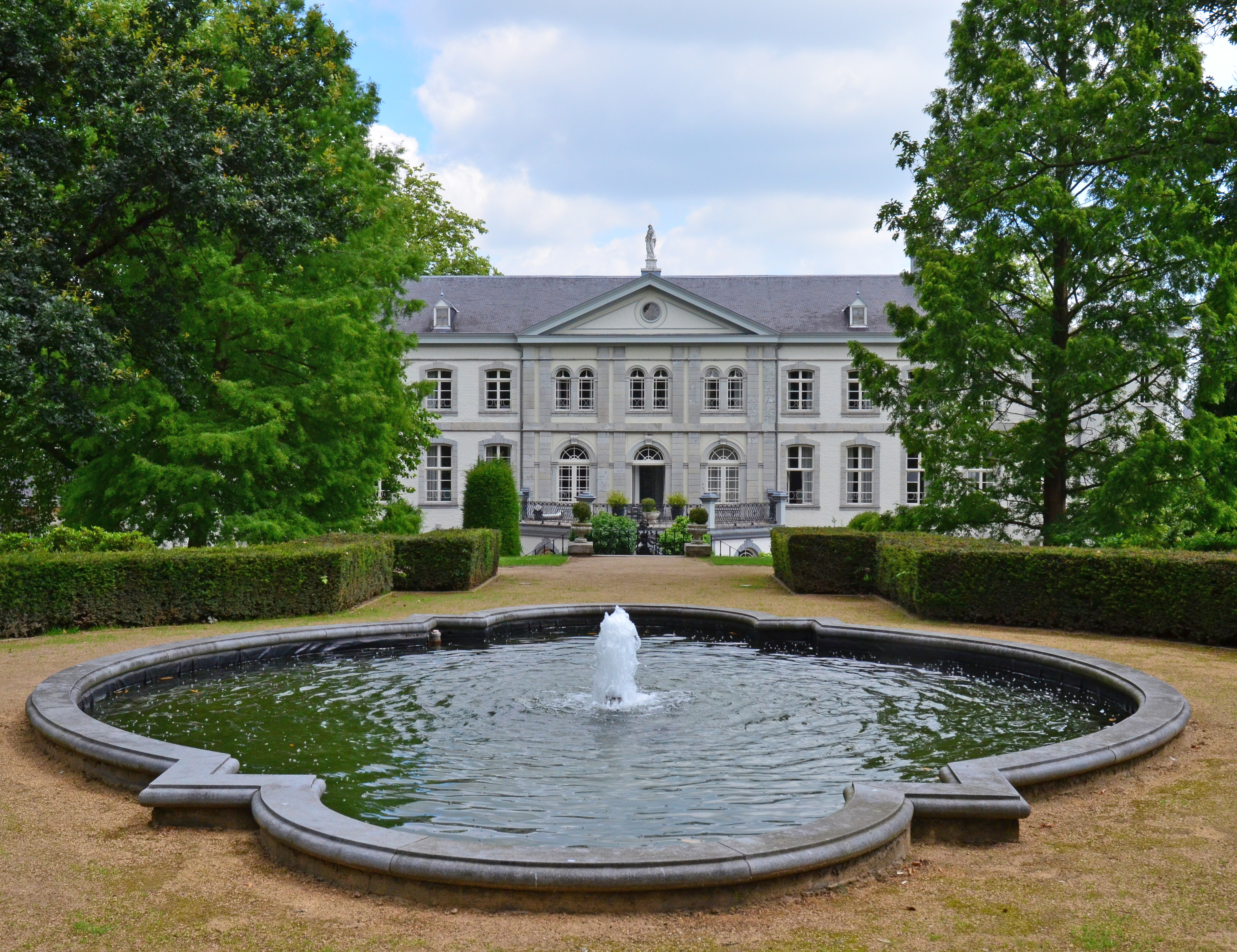
Waterpartij op derde terras

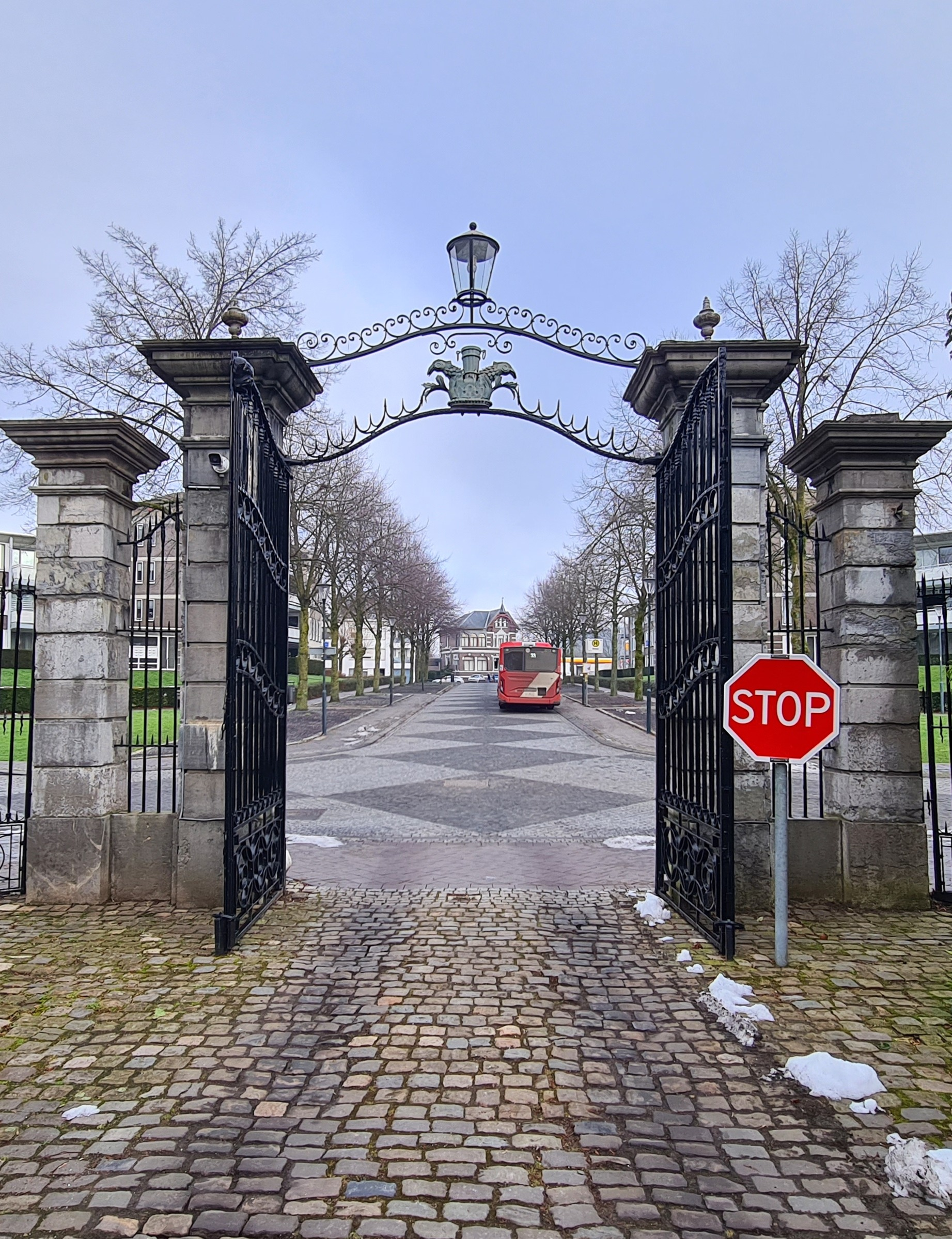
Toegangshek voorzijde
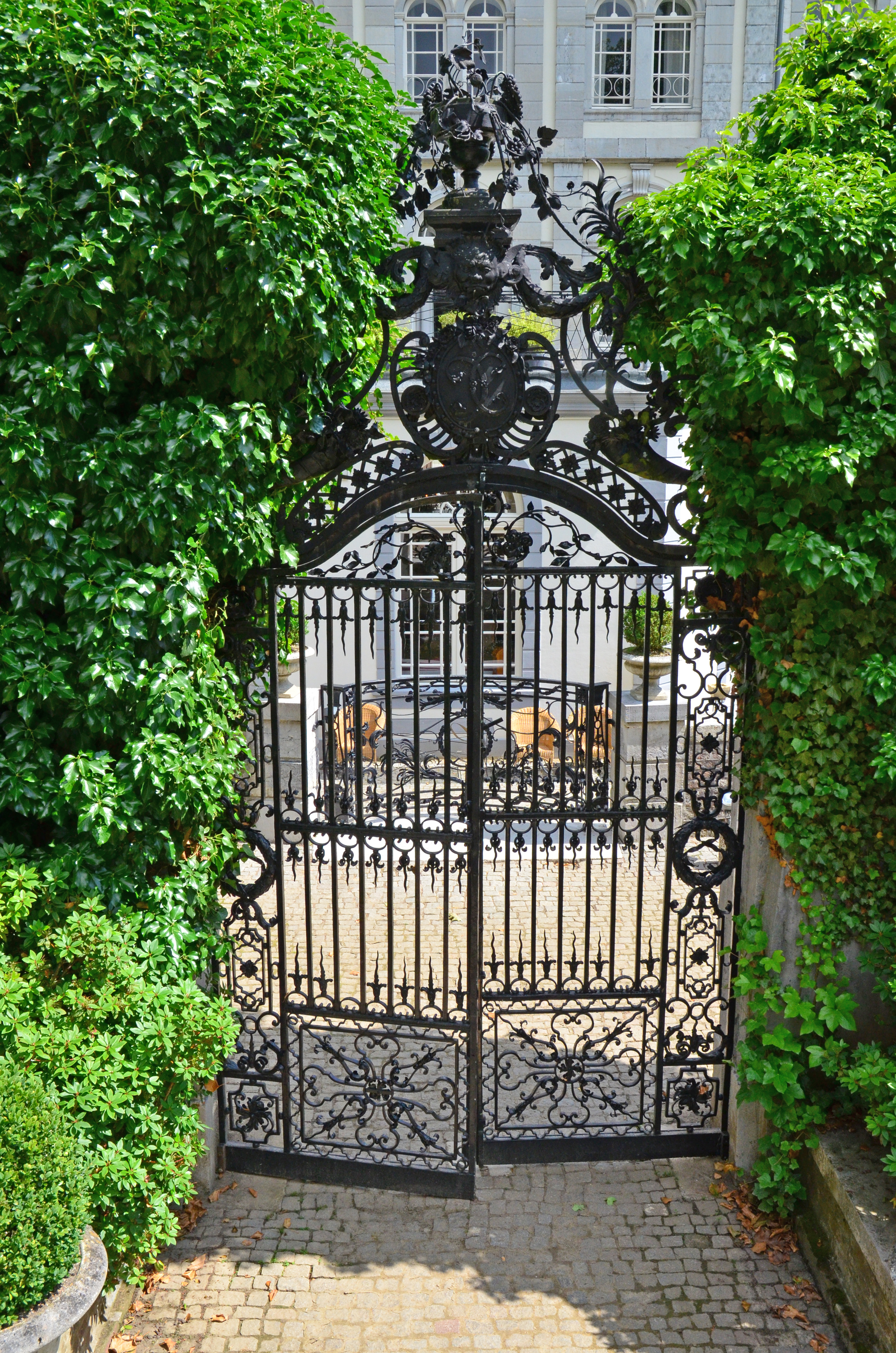
Barok tuinhek achterzijde
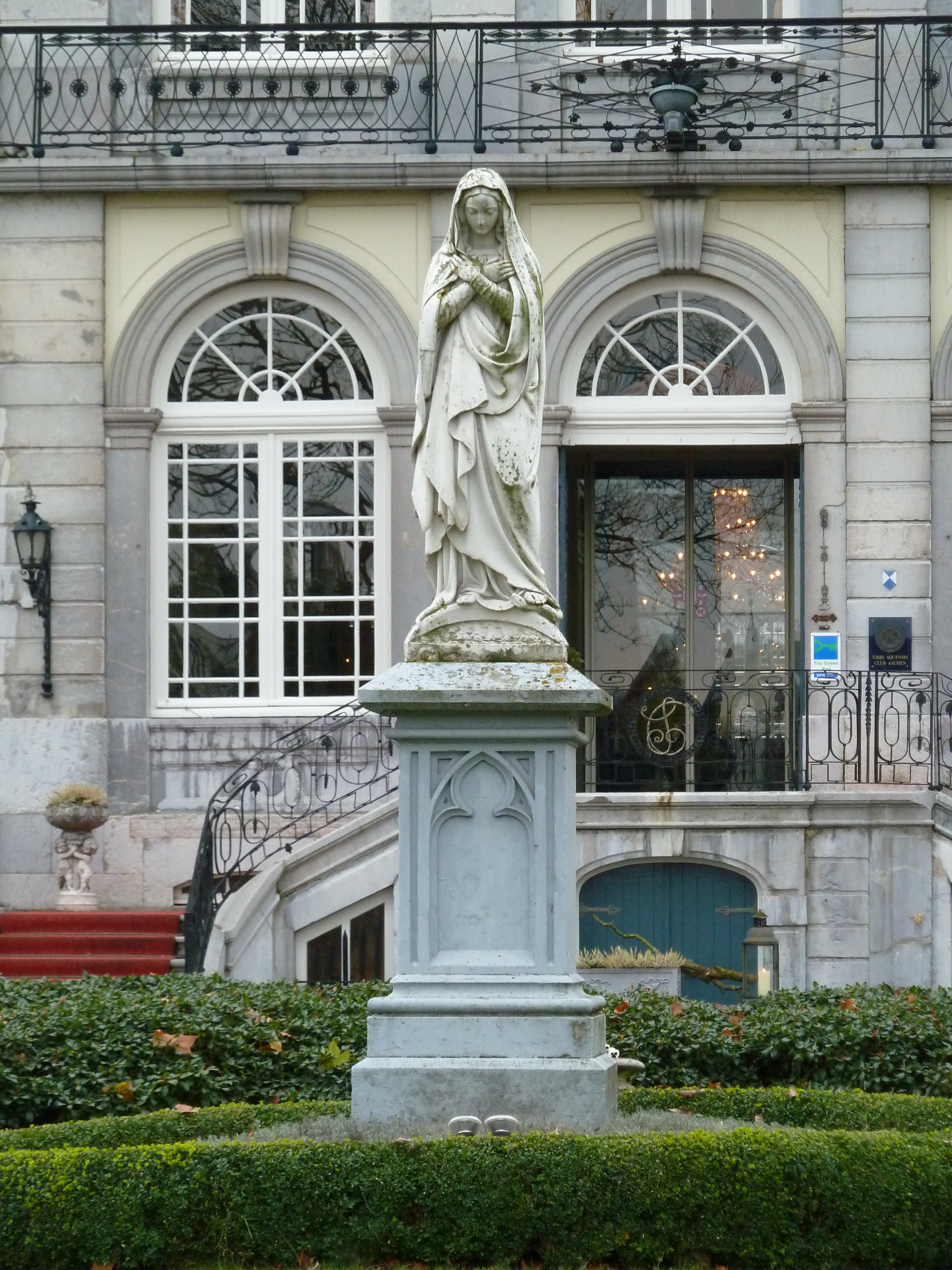
Mariabeeld in de voortuin
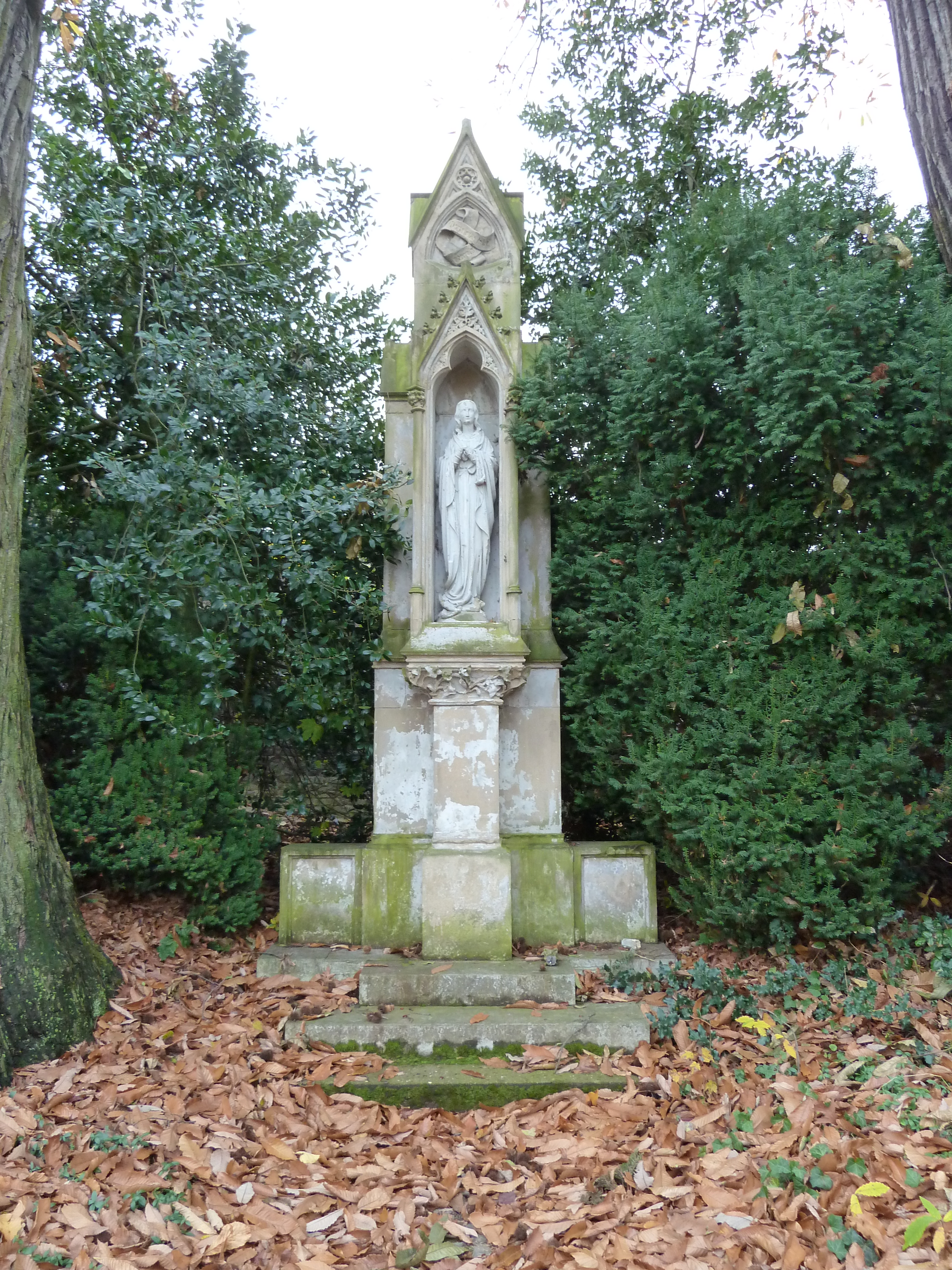
Mariabeeld in de achtertuin

### Park Bloemendal (openbaar park)

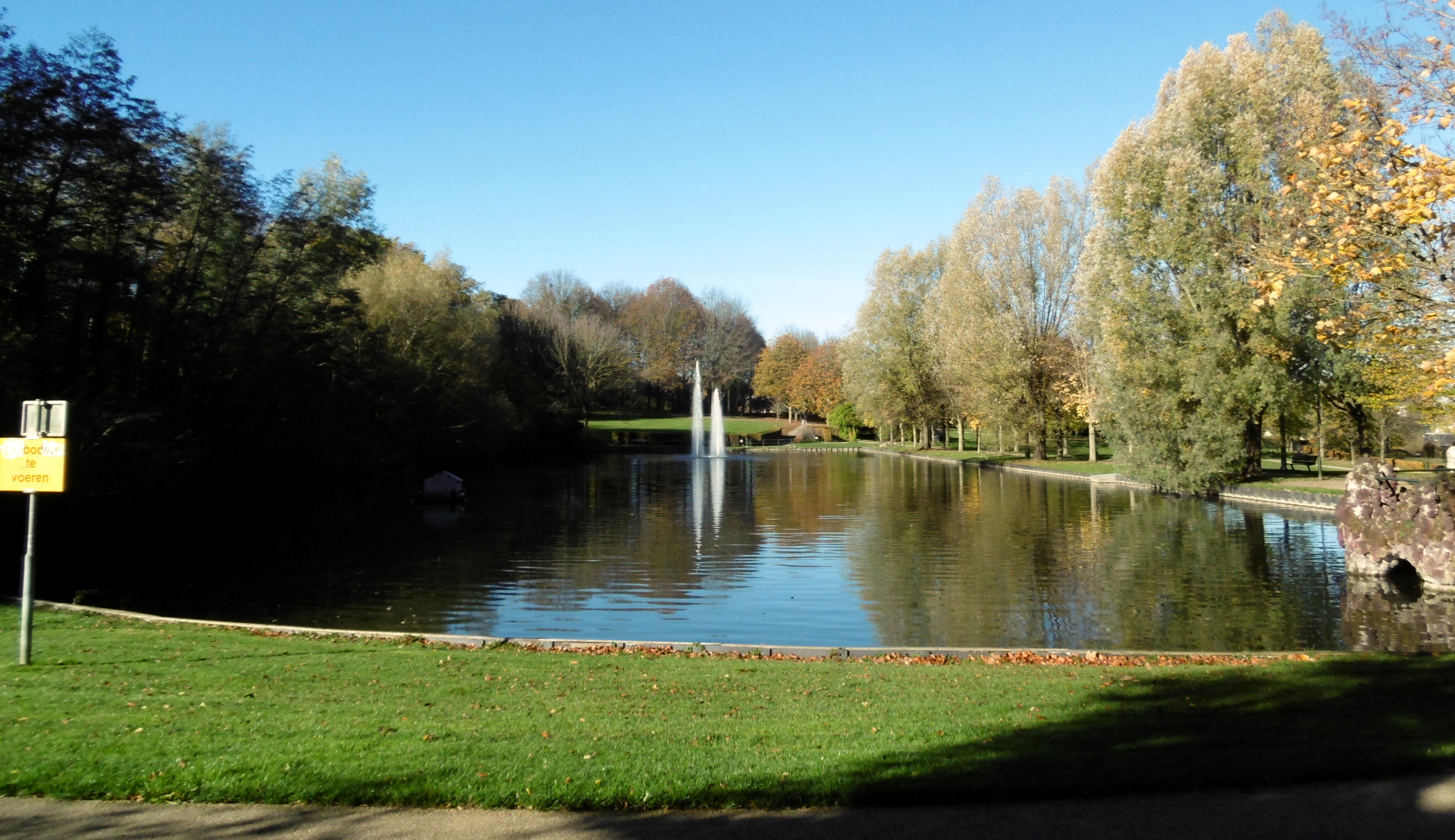
Bloemendalpark met grote vijver en fontein

Als men het derde terras vanaf de tennisbanen (nu ronde waterpartij) naar links volgde, kwam men uiteindelijk uit bij een grote vijver, waar het pad omheen voerde. Aan het oostelijke uiteinde was van lavasteen een soort terrasbalkon gebouwd boven het water. Ook lag daar een roeiboot gemeerd. Dit deel van het terrein is opgenomen in het nieuwe, openbaar toegankelijke park, opengesteld omstreeks 1981 en heraangelegd in de periode 1988-1992. Ook de begraafplaats van de religieuzen, die zich ter hoogte van het terras in een afgezonderde hoek bevond, is behouden gebleven. 
Vanaf het eerste terras liep het terrein uiterst links geleidelijk omhoog naar een Lourdesgrot. Van daaruit kon men zich begeven naar de boerderij, waar in 1958 een paard en een viertal ponies huisden. Wie aantoonbaar kon paardrijden, mocht het paard (Hans) incidenteel weleens van stal halen. Het werd dan gezadeld door een van de knechten van de boerderij. Alleen de lichtste (en braafste) kinderen mochten soms op een zadeldekentje op de drie ponymerries ritjes maken door de tuinen, onder begeleiding van een meerennende ouderejaars. De hengst Max was strikt voor gevorderden. Het grootste deel van de kloosterbezittingen aan de kant van de boerderij bestond uit weilanden die deels steil tegen het geaccidenteerde terrein omhoog liepen en hier en daar beplant waren met hoogstamfruitbomen. Ideaal om 's winters vanaf te sleeën, maar dan wel oppassen met die bomen! 
Al dat grondbezit, dat globaal tussen de huidige Bosstraat, Ceresstraat en Wolfskuilenweg moet hebben gelegen, en mogelijk zelfs reikte tot de Tentstraat en de Groenzandweg, is te eniger tijd verkocht en sindsdien met woningen volgebouwd. Op de locatie van de boerderij en een vroegere lagere school staat nu het verpleeg- en verzorgingshuis Langedael. 

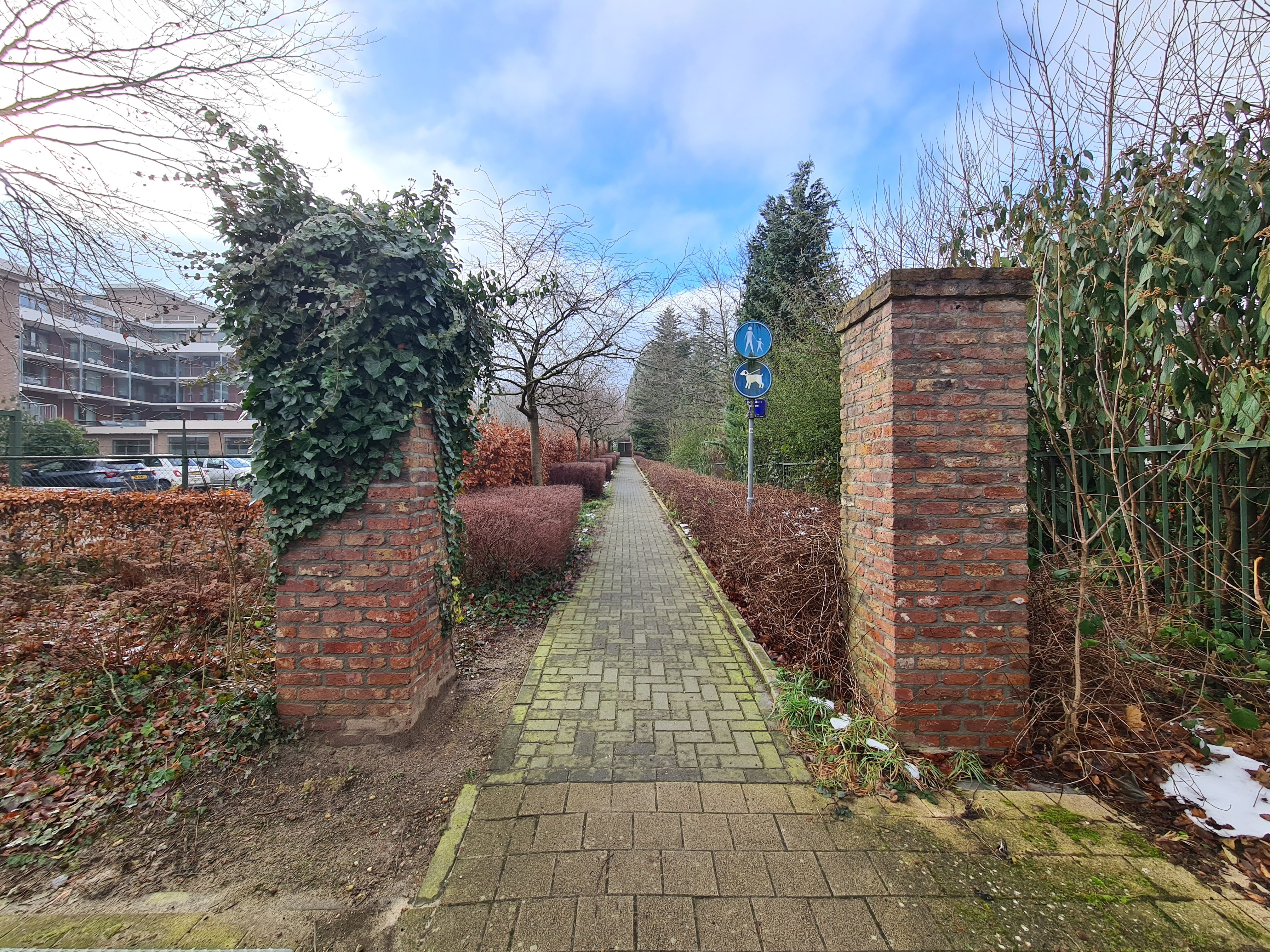
Entree Bloemendalstraat
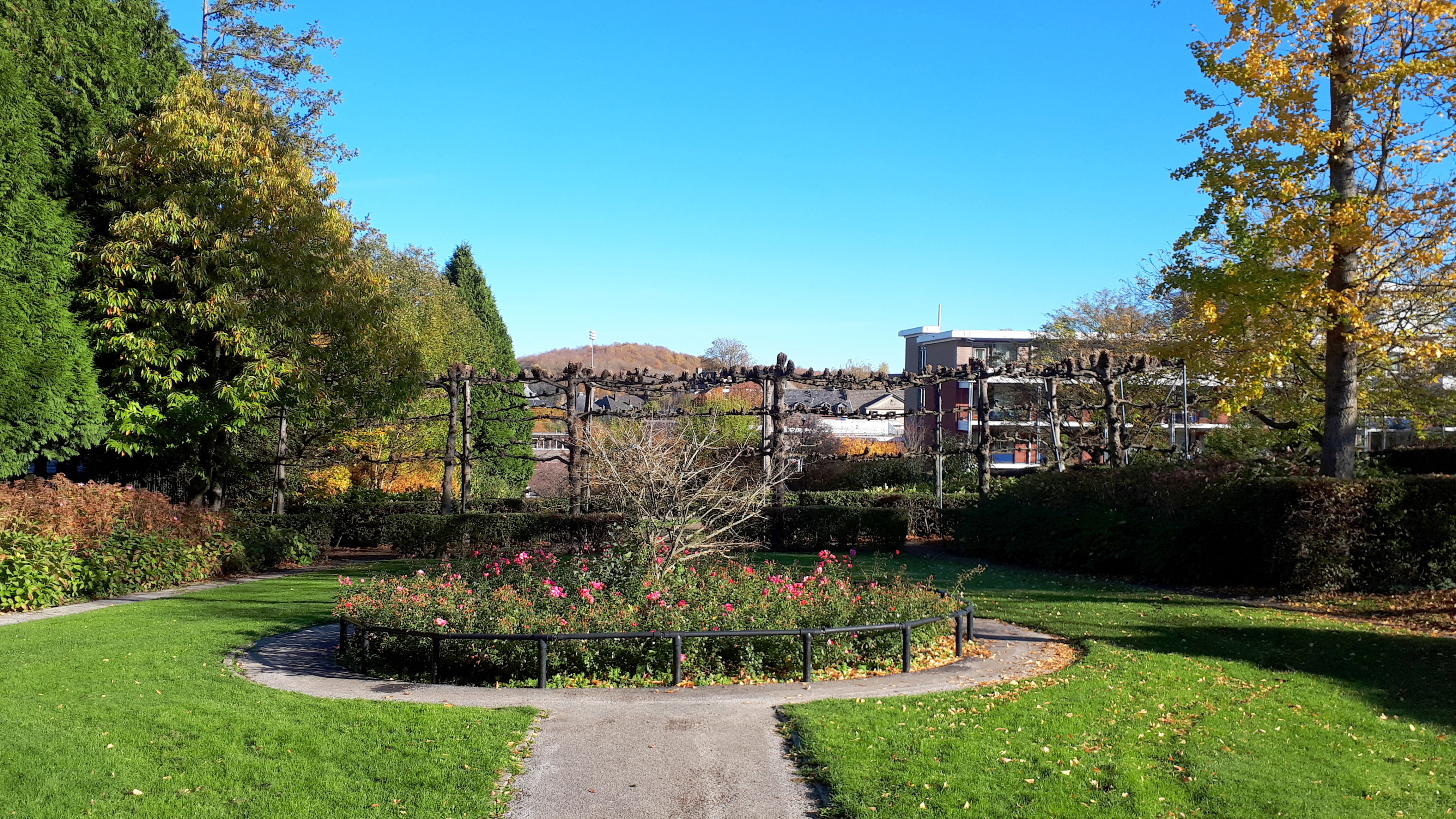
Rozenperken en leibomen
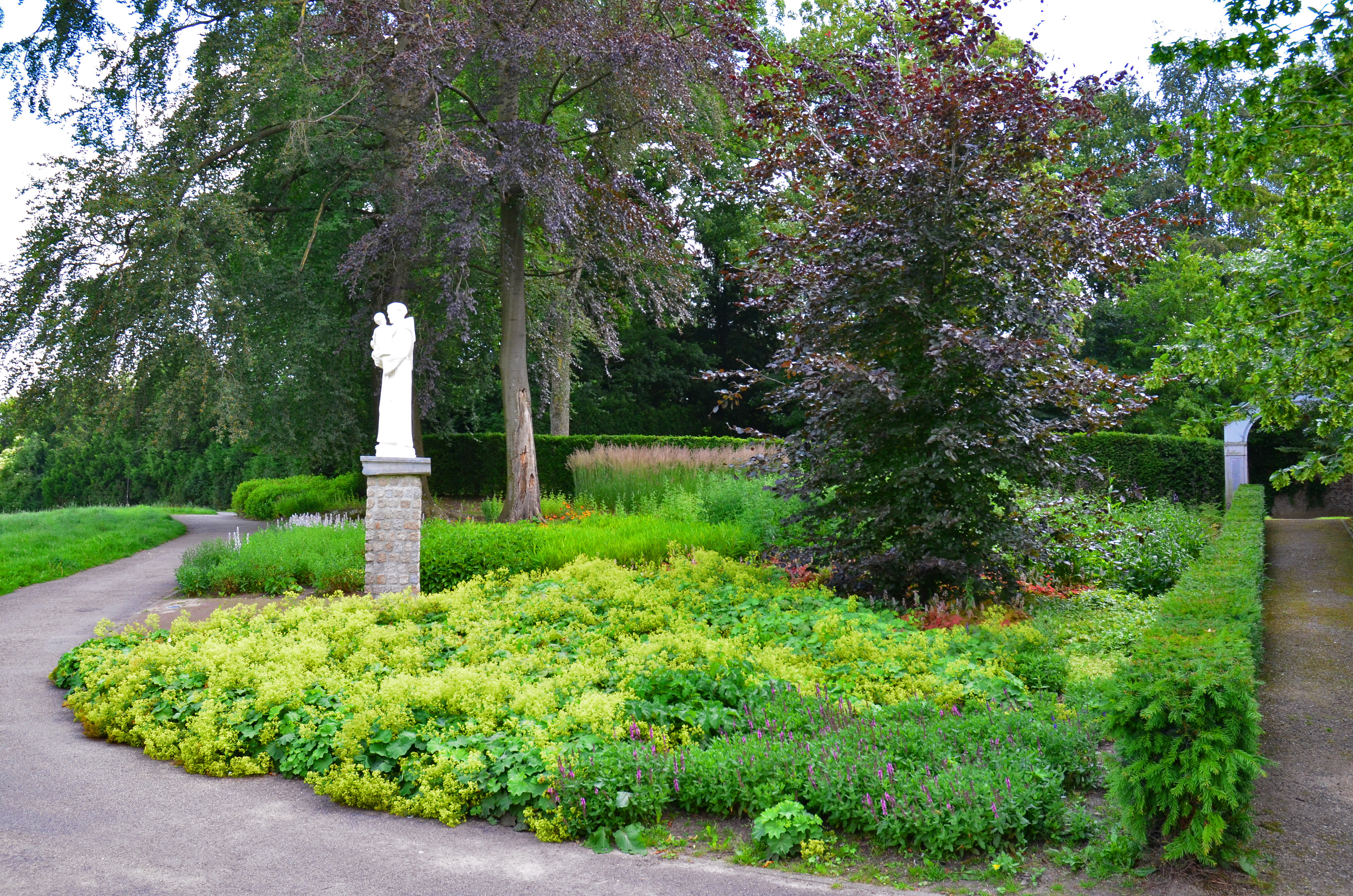
Beeld Antonius van Padua
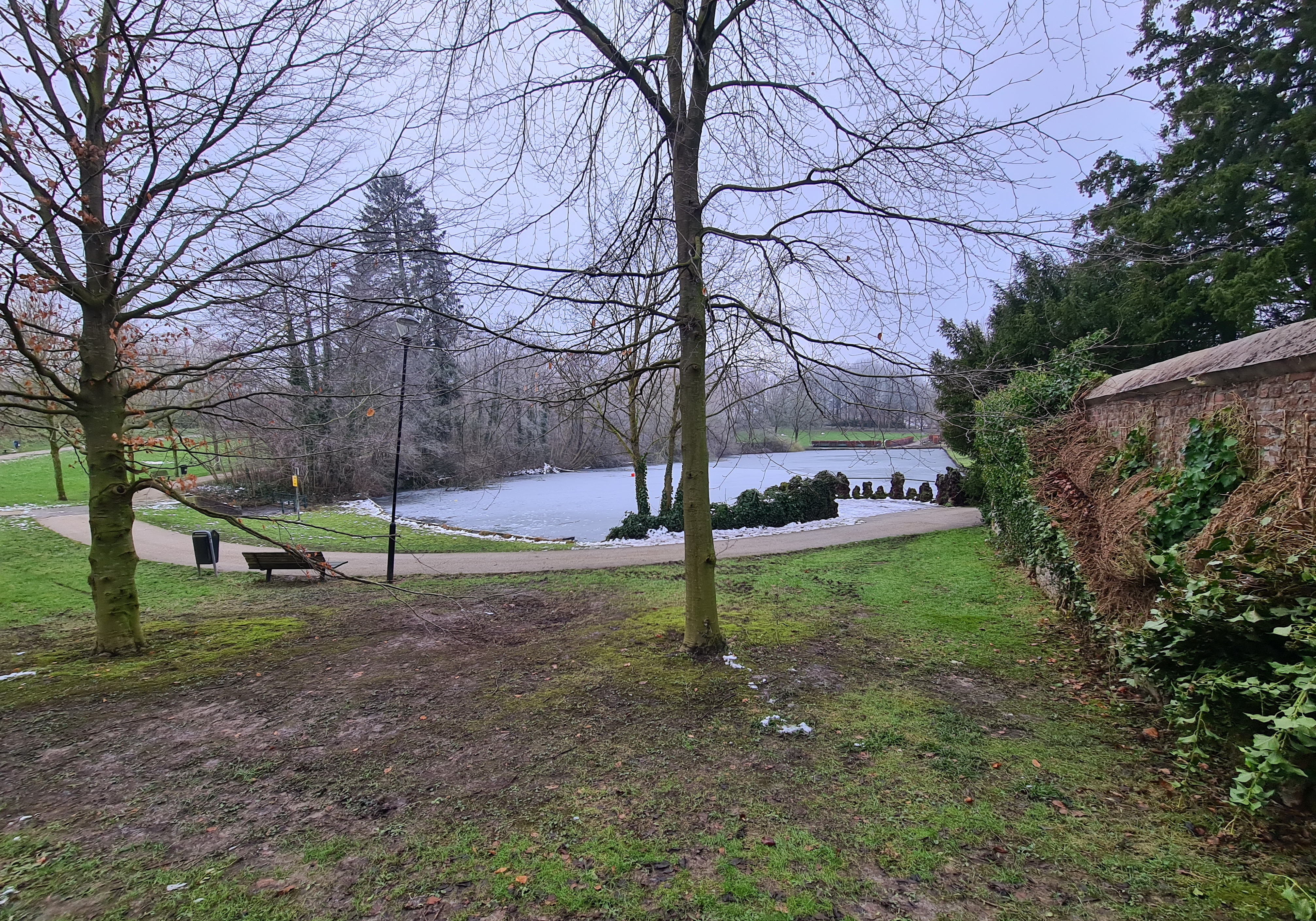
Bevroren parkvijver
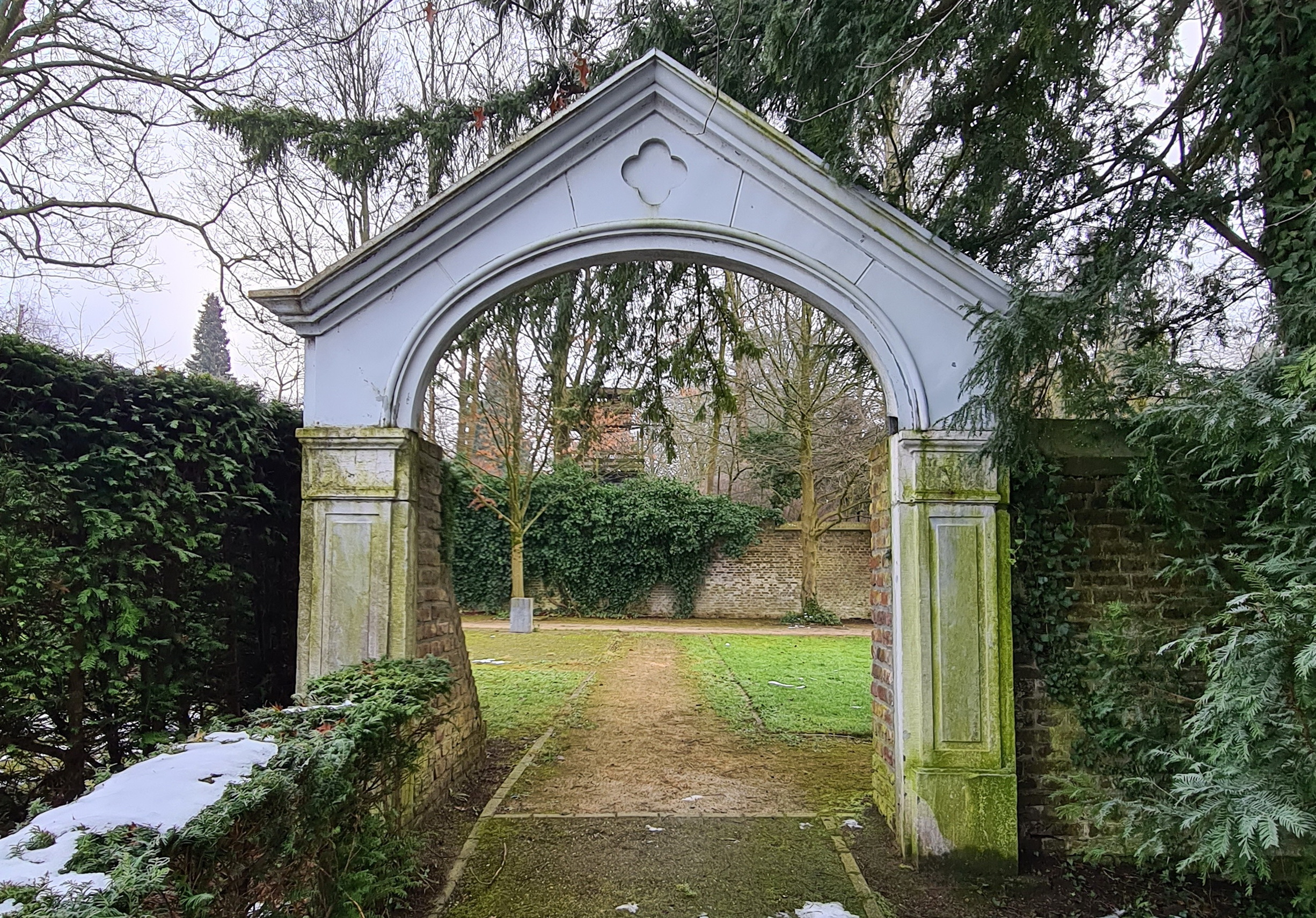
Toegangspoort begraafplaats
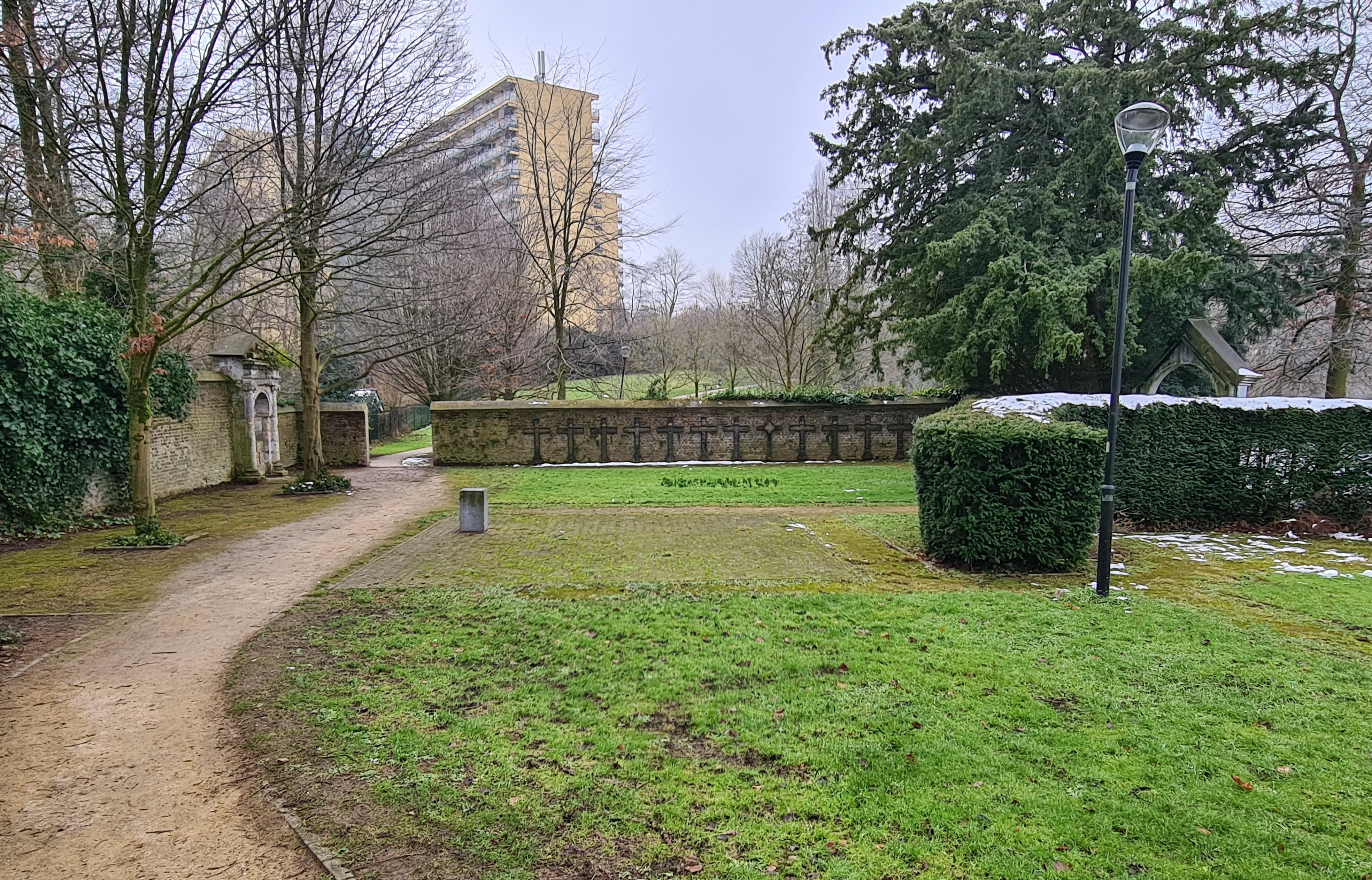
Overzicht kloosterbegraafplaats
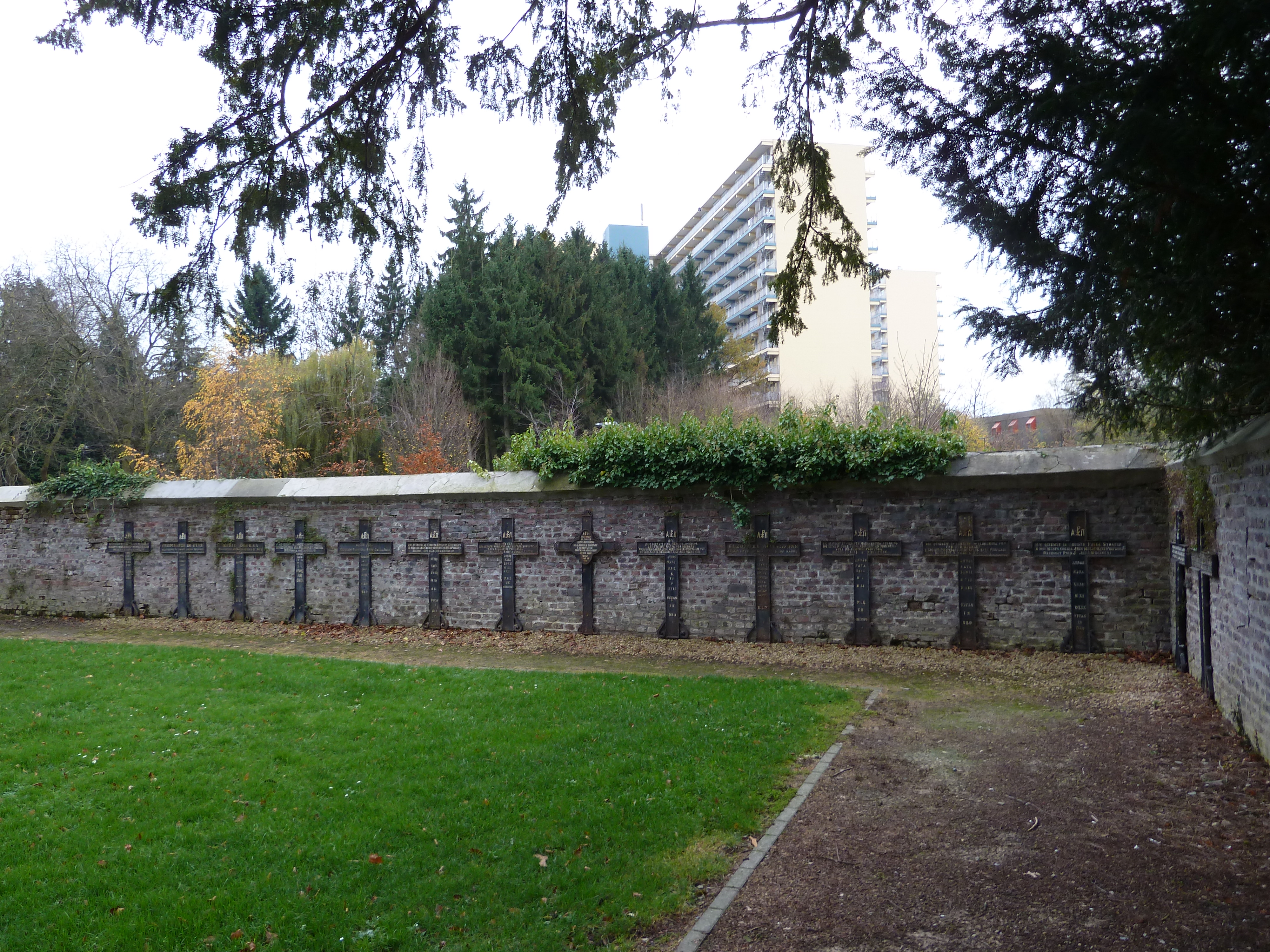
Grafkruisen
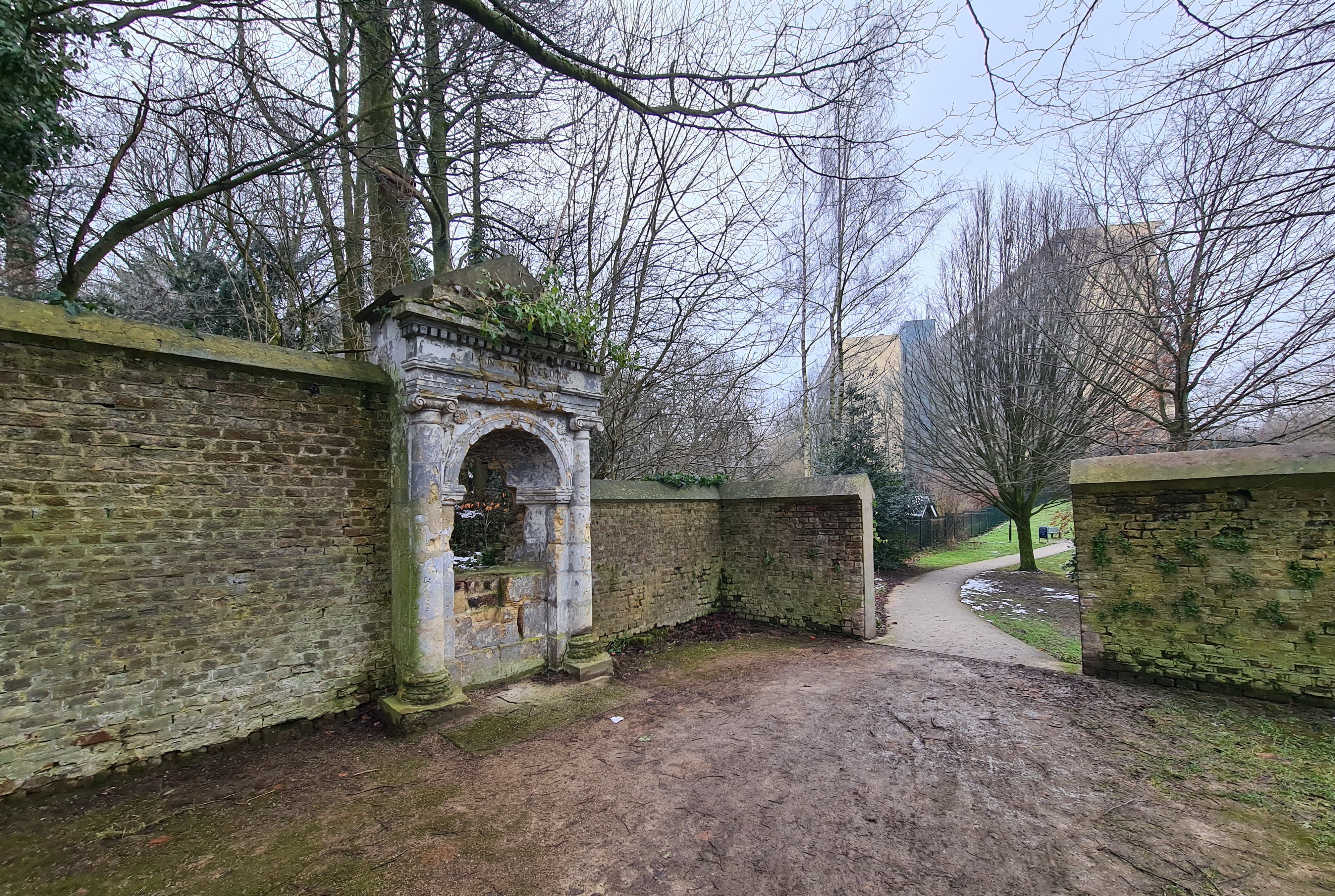
Deels vernielde beeldennis

## Verdwenen bouwwerken

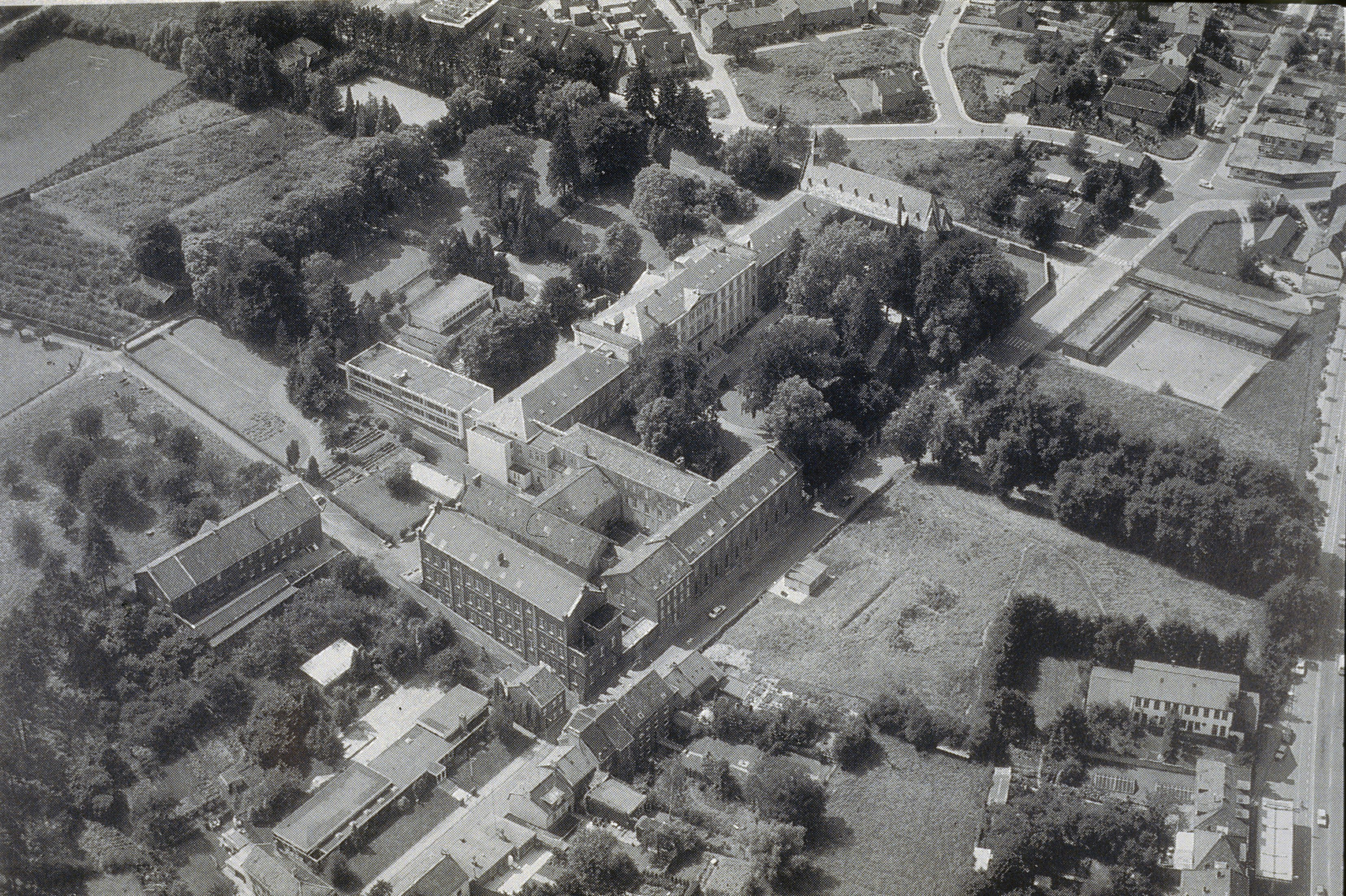
Luchtfoto van het complex, ca. 1978

Oorspronkelijk had het kasteel aan weerszijden geen zijvleugels. Deze zijn tijdens de bewoning door de Dames du Sacré-Coeur aangebracht en waren elk voorzien van een trappenhuis in de vorm van een lage traptoren. Deze vleugels met diverse latere aanbouwen zijn in 1990 bij de verbouwing tot hotel gesloopt, waarbij de traptorens behouden zijn gebleven.
Het belangrijkste bouwwerk dat de jaren niet heeft overleefd, is de neogotische kapel, die in 1865 uiterst rechts was aangebouwd en de huiskapel in de vroegere feestzaal overliet aan de religieuzen. Na onherstelbare beschadiging door achterstallig onderhoud is zij in de jaren 1990-1991 gesloopt.
Verdwenen is ook de Lourdesgrot, een exponent van de devotie tot de Maria van Lourdes, gebaseerd op de verschijningen van de Heilige Maagd aan Bernadette Soubirous in 1858. Wanneer deze 'grot' uit lava-puimsteen precies werd opgetrokken, is onbekend. Eind negentiende en begin twintigste eeuw ontstonden op veel plaatsen dergelijke Lourdesgrotten, vooral nadat deze devotie in 1907 als feestdag was opgenomen in de liturgische kalender.
Verdeeld over het gehele terrein van het klooster van Sacré-Coeur in Vaals stonden drie 'zomerhuisjes', die om onnaspeurlijke redenen bij de ouderejaars bekend waren als 'Mekka', 'Medina' en 'Jerusalem' (de heilige plaatsen van de Islam). Het grootste was een kloek, open, verhoogd huis met brede toegangstrappen bij het sintelveld in 'de Ruige Hoek', dat aan de voorzijde min of meer open was en waarvan de betonnen vloer ideaal was om op te rolschaatsen. Een tweede huisje was veel kleiner, meer een open kapelletje, en stond aan het oostelijke einde van de derde terras. Het derde gebouwtje bevond zich aan de zuidzijde langs het pad rond de vijver, had een Hans en Grietje-aura en is mogelijk nog aanwezig. 
Als laatste moet de boerderij genoemd worden, die 125 (?) jaar het klooster en pensionaat van leeftocht heeft voorzien. Hoe oud dit gebouw was en wanneer het precies is verdwenen, is ook onbekend.

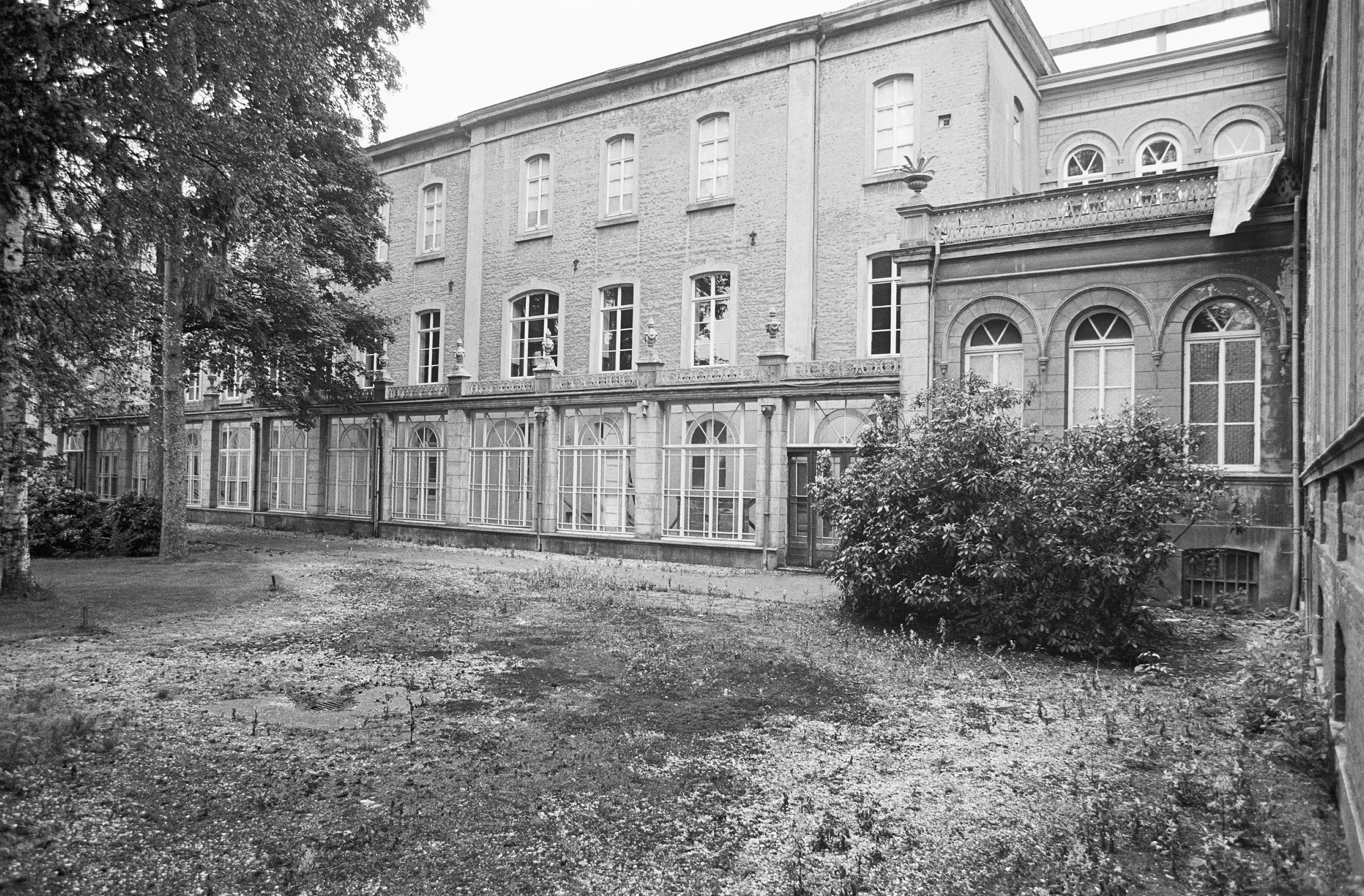
Westzijde van de noordoostvleugel, grenzend aan de voortuin. De serre diende zomer en winter als overblijflokaal voor de externen.
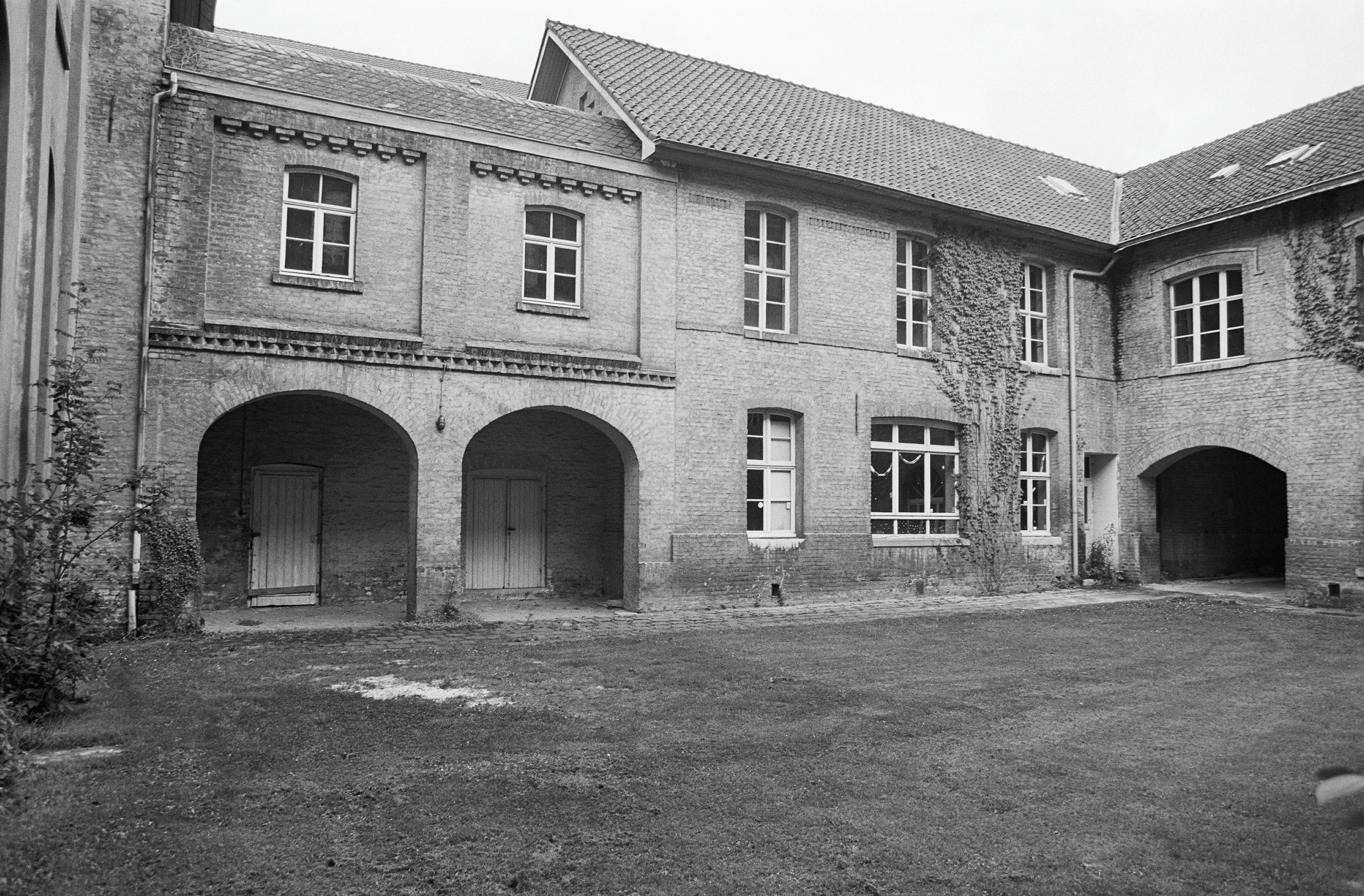
Binnenplaats van de boerderij met bijgebouwen
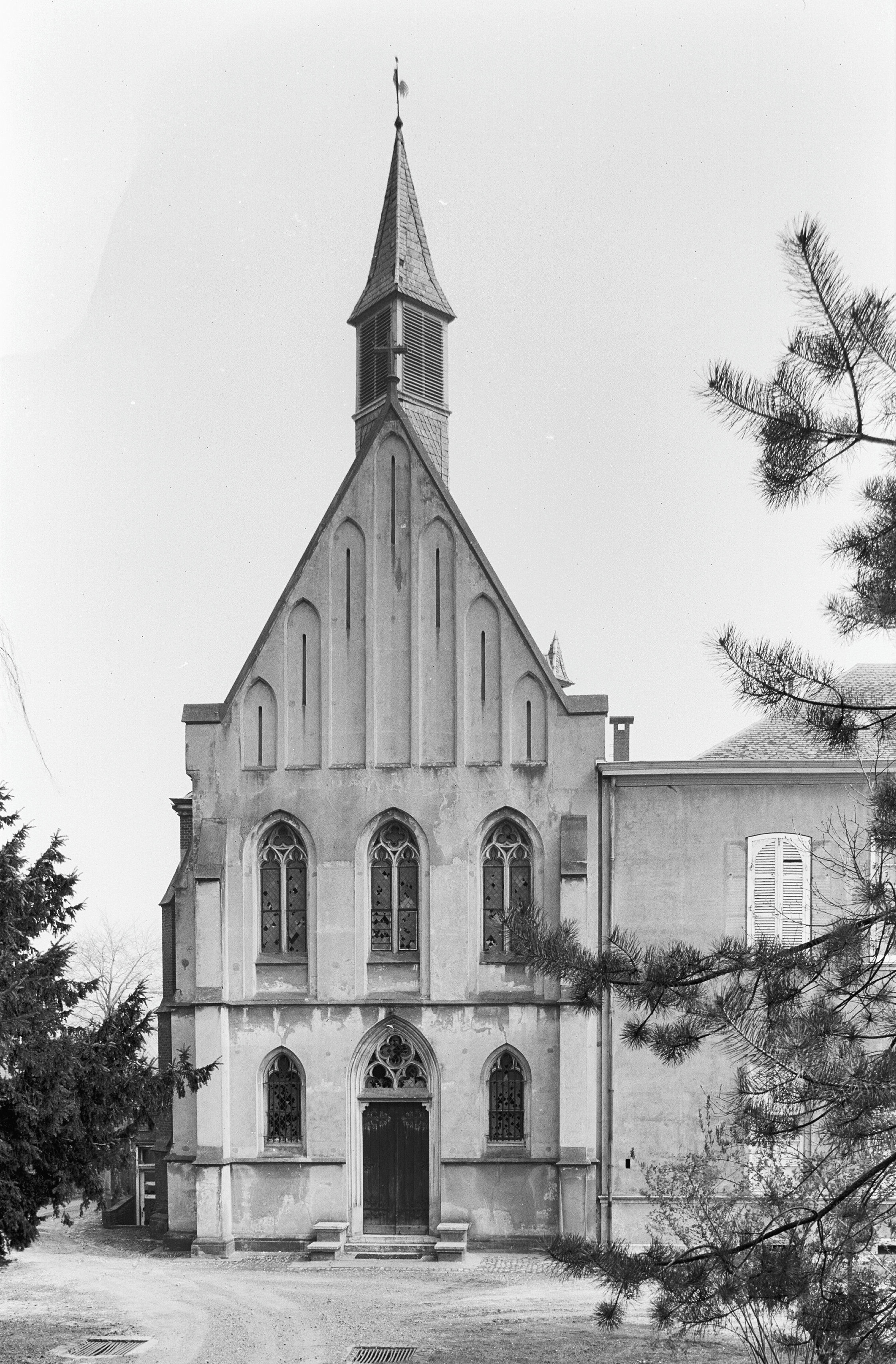
Kapel, exterieur met de zelden gebruikte hoofdingang, gezien naar het oosten.
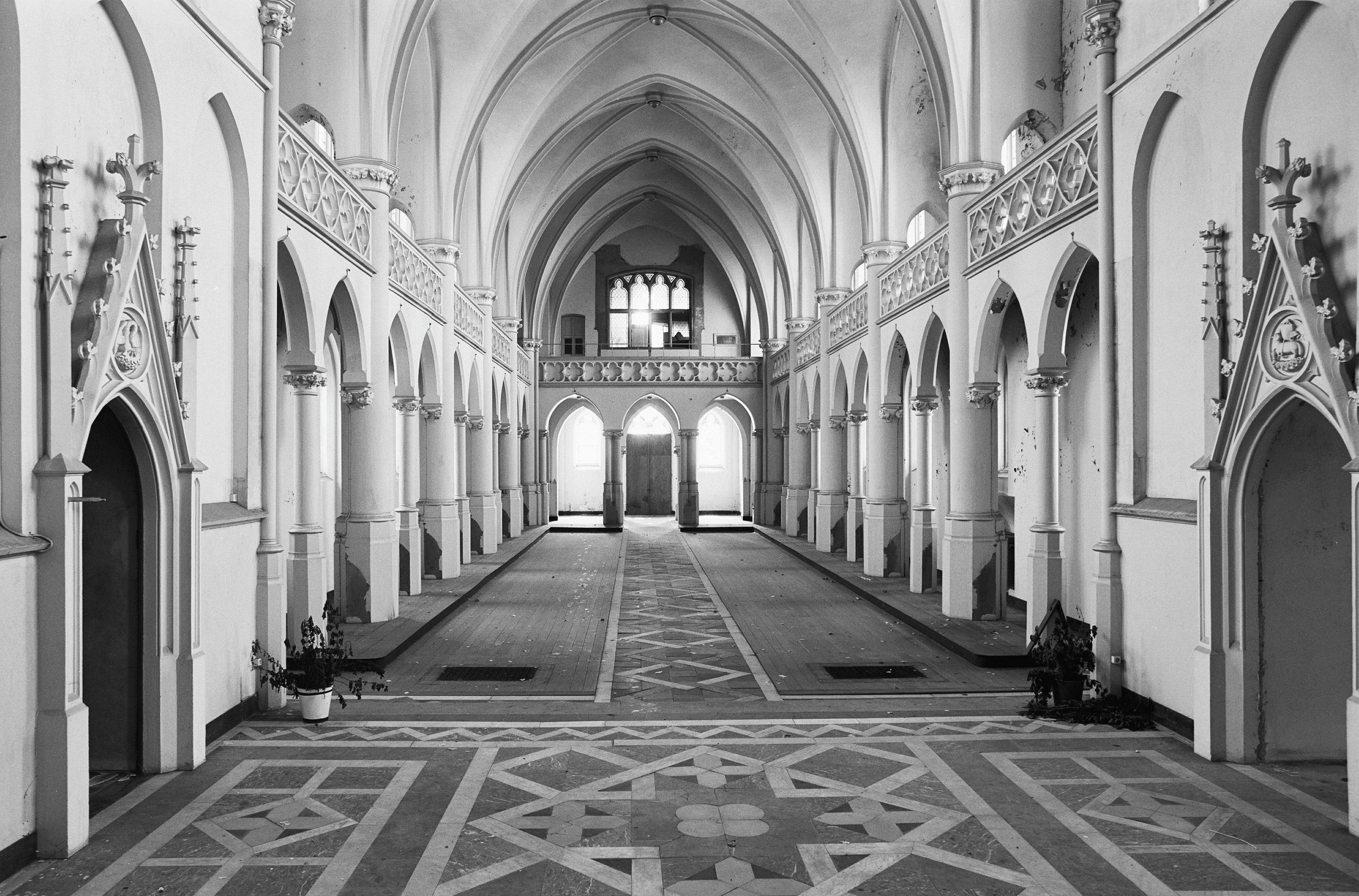
Kapel, interieur naar het westen en de hoofdingang. De inpandige toegang bevond zich linksachter onder het oksaal.

## Trivia
- In 1804 trachtte de toenmalige eigenaar van Huis Bloemendal, Adam von Clermont, zoon van Johann Arnold, het landgoed te verkopen aan Joséphine de Beauharnais, eerste echtgenote van Napoleon Bonaparte. De verkoop mislukte.[14]
- Een van de leerlingen aan het internaat van Bloemendal was Rose Kennedy, de moeder van John F. Kennedy, de latere president van Amerika.